# Ryssland i olympiska sommarspelen 2008
Ryssland i Olympiska sommarspelen 2008 representerades av Ryska Olympiska Kommittén (Förkortat ROK). 463 ryska idrottare deltog. Ryssland medverkade i alla sporter utom baseball, fotboll, landhockey, softboll och taekwondo.

## Sammanfattning
| Sport          | Idrottsmän | Idrottsmän | Idrottsmän | Tävlingar  | Tävlingar | Guld | Silver | Brons |
| Sport          | Herrar     | Damer      | Totalt     | Deltagande | Totalt    | Guld | Silver | Brons |
| Bågskytte      | 3          | 2          | 5          | 3          | 4         |      |        | 1     |
| Friidrott      | 44         | 60         | 104        | 45         | 47        | 5    | 1      | 4     |
| Badminton      | 1          | 1          | 2          | 2          | 5         |      |        |       |
| Baseboll       |            |            |            |            | 1         |      |        |       |
| Basketboll     | 12         | 12         | 24         | 2          | 2         |      |        | 1     |
| Boxning        | 11         |            | 11         | 11         | 11        | 2    |        | 1     |
| Kanotsport     | 12         | 2          | 14         | 11         | 16        | 1    | 1      | 1     |
| Cykling        | 14         | 7          | 21         | 15         | 18        |      |        | 3     |
| Simhopp        | 6          | 4          | 10         | 7          | 8         |      | 3      | 2     |
| Ridsport       | 2          | 3          | 5          | 3          | 6         |      |        |       |
| Fäktning       | 4          | 10         | 14         | 9          | 10        | 1    |        |       |
| Fotboll        |            |            |            |            | 2         |      |        |       |
| Gymnastik      | 8          | 16         | 24         | 18         | 18        | 2    |        | 2     |
| Handboll       | 14         | 14         | 28         | 2          | 2         |      | 1      |       |
| Landhockey     |            |            |            |            | 2         |      |        |       |
| Judo           | 7          | 6          | 13         | 13         | 14        |      |        |       |
| Modern femkamp | 2          | 2          | 4          | 2          | 2         | 1    |        |       |
| Rodd           | 6          | 4          | 10         | 3          | 14        |      |        |       |
| Segling        | 5          | 5          | 10         | 7          | 11        |      |        |       |
| Skytte         | 14         | 8          | 22         | 15         | 15        |      | 2      | 2     |
| Softboll       |            |            |            |            | 1         |      |        |       |
| Simning        | 21         | 14         | 35         | 33         | 34        | 1    | 1      | 2     |
| Konstsim       |            | 9          | 9          | 2          | 2         | 2    |        |       |
| Pingis         | 3          | 3          | 6          | 3          | 4         |      |        |       |
| Taekwondo      |            |            |            |            | 8         |      |        |       |
| Tennis         | 4          | 5          | 9          | 4          | 4         | 1    | 1      | 1     |
| Triathlon      | 3          | 2          | 5          | 2          | 2         |      |        |       |
| Volleyboll     | 14         | 14         | 28         | 4          | 4         |      |        | 1     |
| Vattenpolo     |            | 13         | 13         | 1          | 2         |      |        |       |
| Tyngdlyftning  | 6          | 4          | 10         | 8          | 15        | 1    | 2      |       |
| Brottning      | 14         | 4          | 18         | 18         | 18        | 7    | 1      | 2     |
| TOTALT         | 230        | 224        | 454        | 243        | 302       | 24   | 13     | 23    |

## Medaljörer
| Medalj | Namn | Sport          | Gren                                       |
| ------ | --- | -------------- | ------------------------------------------ |
| Guld   | Nazir Mankijev | Brottning      | Grekisk-romersk 55 kg                      |
| Guld   | Islambek Albijev | Brottning      | Grekisk-romersk 60 kg                      |
| Guld   | Aslanbek Chusjtov | Brottning      | Grekisk-romersk 96 kg                      |
| Guld   | Valerij Bortjin | Friidrott      | 20 km gång                                 |
| Guld   | Viktoria Nikisjina Svetlana Bojko Jevgenia Lamonova Aida Sjanajeva | Fäktning       | Lagfäktning                                |
| Guld   | Jelena Dementieva | Tennis         | Damernas singel                            |
| Guld   | Gulnara Samitova-Galkina | Friidrott      | Damernas 3 000 m hinder                    |
| Guld   | Jelena Isinbajeva | Friidrott      | Damernas stavhopp                          |
| Guld   | Mavlet Batirov | Brottning      | Herrarnas fristil 60 kg                    |
| Guld   | Andrej Silnov | Friidrott      | Herrarnas höjdhopp                         |
| Guld   | Larisa Iltjenko | Simning        | Damernas 10 km maratonsimning              |
| Guld   | Anastasia Davydova Anastasia Jermakova | Konstsim       | Damernas konstsimning, duett               |
| Guld   | Buvajsar Sajtijev | Brottning      | Herrarnas fristil 74 kg                    |
| Guld   | Olga Kaniskina | Friidrott      | Damernas 20 km gång                        |
| Guld   | Sjirvani Muradov | Brottning      | Herrarnas 96 kilo fristil                  |
| Guld   | Andrej Moisejev | Modern femkamp | Herrarnas individuella                     |
| Guld   | Julia Tjermosjanskaja Aleksandra Fedoriva Julija Gusjtjina Jevgenia Poljakova | Friidrott      | Damernas 4 x 100 m stafett                 |
| Guld   | Maksim Opalev | Kanot          | Herrarnas C-1 500 meter                    |
| Guld   | Anastasia Davydova Anastasia Jermakova Maria Gromova Natalja Isjtjenko Elvira Chasianova Olga Kuzjela Svetlana Romasjina Jelena Ovtjinnikova Anna Sjorina                                                                                      | Konstsim       | Damernas konstsim, lag                     |
| Guld   | Jevgenia Kanajeva | Gymnastik      | Damernas rytmiskt all-around individuellt  |
| Guld   | Rachim Tjachkijev | Boxning        | Tungvikt                                   |
| Guld   | Margarita Alijtjuk Anna Gavrilenko Tatjana Gorbunova Jelena Posevina Darja Sjkurichina Natalja Zujeva | Gymnastik      | Damernas rytmiskt all-around individuellt  |
| Guld   | Aleksej Tisjtjenko | Boxning        | Lättvikt                                   |
| Silver | Chasan Barojev | Brottning      | Grekisk-romersk 120 kg                     |
| Silver | Jurij Kunakov Dmitrij Sautin | Simhopp        | Herrarnas synkroniserade 3 meters simhopp  |
| Silver | Julia Pachalina Anastasia Pozdnjakova | Simhopp        | Damernas synkroniserade 3 meters simhopp   |
| Silver | Ljubov Galkina | Skytte         | Damernas luftgevärsskytte från 10 meter    |
| Silver | Natalja Paderina | Skytte         | Damernas luftpistolsskytte från 10 meter   |
| Silver | Danila Izotov Aleksandr Suchorukov Jevgenij Lagunov Nikita Lobintsev | Simning        | Herrarnas 4 x 200 Frisim                   |
| Silver | Marina Sjainova | Tyngdlyftning  | Damernas 58 kg:s klass                     |
| Silver | Oksana Slivenko | Tyngdlyftning  | Damernas 69 kg:s klass                     |
| Silver | Dinara Safina | Tennis         | Damernas singel                            |
| Silver | Aljona Kartasjova | Brottning      | Damernas fristil 63 kg                     |
| Silver | Julia Pachalina | Simhopp        | Damernas 3 meters simhopp                  |
| Silver | Tatjana Lebedeva | Friidrott      | Damernas tresteg                           |
| Silver | Dmitrij Klokov | Tyngdlyftning  | Herrarnas 105 kg:s klass                   |
| Silver | Jevgenij Tjigisjev | Tyngdlyftning  | Herrarnas 105+ kg: klass                   |
| Silver | Maria Abakumova | Friidrott      | Damernas spjutkast                         |
| Silver | Tatiana Lebedeva | Friidrott      | Damernas längdhopp                         |
| Silver | Jevgenij Lukjanenko | Friidrott      | Herrarnas stavhopp                         |
| Silver | Aleksandr Kostoglod Sergej Ulegin | Kanotsport     | Herrarnas C-2 500 meter                    |
| Silver | Jekaterina Andrjusjina Irina Bliznova Jelena Dmitrijeva Anna Karejeva Jekaterina Marennikova Jelena Poljonova Irina Poltoratskaja Ljudmila Postnova Oksana Romenskaja Marija Sidorova Inna Suslina Emilija Turej Jana Uskova Natalja Sjipilova | Handboll       | Damernas handbollsturnering                |
| Silver | Anastasia Kapatjinskaja Tatjana Firova Julija Gusjtjina Ljudmila Litvinova Jelena Migunova Tatjana Vesjkurova | Friidrott      | Damernas 4 x 400 meter stafett             |
| Brons  | Dmitrij Dobroskok Gleb Galperin | Simhopp        | Herrarnas synkroniserade 10 meters simhopp |
| Brons  | Aleksej Alipov | Skytte         | Herrarnas trap                             |
| Brons  | Arkadij Vjattjanin | Simning        | Herrarnas 100 meter ryggsim                |
| Brons  | Arkadij Vjattjanin | Simning        | Herrarnas 200 meter ryggsim                |
| Brons  | Vladimir Isakov | Skytte         | Herrarnas 50 meter pistolskytte            |
| Brons  | Michail Kuznetsov Dmitrj Larionov | Kanotsport     | C-2 slalom herrar                          |
| Brons  | Bair Badjonov | Bågskytte      | Individuellt herrar                        |
| Brons  | Nadezjda Jevstiuchina | Tyngdlyftning  | Damernas 75 kg:s klass                     |
| Brons  | Vera Zvonarjova | Tennis         | Damernas singel                            |
| Brons  | Anton Golotsutskov | Gymnastik      | Herrarnas golv                             |
| Brons  | Chadzjimurat Akkajev | Tyngdlyftning  | Herrarnas 94 kg:s klass                    |
| Brons  | Jekaterina Volkova | Friidrott      | Damernas 3000 meter hinderlöpning          |
| Brons  | Anton Golotsutskov | Gymnastik      | Herrarnas hopp                             |
| Brons  | Dmitrij Lapikov | Tyngdlyftning  | Herrarnas 105 kg:s klass                   |
| Brons  | Svetlana Feofanova | Friidrott      | Damernas stavhopp                          |
| Brons  | Besik Kuduchov | Brottning      | Herrarnas 55 kg:s klass                    |
| Brons  | Michail Ignatiev Aleksej Markov | Cykling        | Madison                                    |
| Brons  | Jaroslav Rybakov | Friidrott      | Herrarnas höjdhopp                         |
| Brons  | Georgij Ketojev | Brottning      | Herrarnas fristil, 84 kg                   |
| Brons  | Denis Nizjegorodov | Friidrott      | Herrarnas 50 km gång                       |
| Brons  | Georgij Balaksjin | Boxning        | Herrarnas 51 kg:s klass                    |
| Brons  | Irina Kalentieva | Cykling        | Damernas mountainbike                      |
| Brons  | Denis Aleksejev Ivan Buzolin Maksim Dyldin Vladislav Frolov Anton Kokorin Konstantin Svetjkar | Friidrott      | Stafett 4 x 400 meter herrar               |
| Brons  | Svetlana Abrosimova Natalja Vodopjanova Marina Karpunina Ilona Korstin Marina Kuzina Jekaterina Lisina Irina Osipova Oksana Rachmatulina Marija Stepanova Irina Sokolovskaja Becky Hammon Tatiana Sjtjogoleva                                  | Basketboll     | Damernas basketbollturnering               |
| Brons  | Anna Tjitjerova | Friidrott      | Damernas höjdhopp                          |
| Brons  | Gleb Galperin | Simhopp        | Herrarnas 10 meters plattform              |
| Brons  | Jurij Berezjko Aleksej Verbov Aleksandr Volkov Sergej Grankin Aleksandr Kornejev Aleksandr Kosarev Aleksej Kulesjov Maksim Michajlov Aleksej Ostapenko Semjon Poltavskij Sergej Tetiuchin Vadim Chamuttskich                                   | Volleyboll     | Herrarnas volleybollturnering              |

## Badminton
- Huvudartikel: Badminton vid olympiska sommarspelen 2008
- Herrar

| Namn             | Gren   | 32-delsfinal | 16-delsfinal                  | 8-delsfinal      | Kvartsfinal      | Semifinal        | Final            | Final            |                  |
| Namn             | Gren   | Resultat     | Resultat                      | Resultat         | Resultat         | Resultat         | Resultat         | Plats            |                  |
| ---------------- | ------ | ------------ | ----------------------------- | ---------------- | ---------------- | ---------------- | ---------------- | ---------------- | ---------------- |
| Stanislav Puchov | Singel |              | Navickas (LTU) L 12-21, 17-21 | Gick inte vidare | Gick inte vidare | Gick inte vidare | Gick inte vidare | Gick inte vidare | Gick inte vidare |

- Damer

| Namn       | Gren   | 32-delsfinal              | 16-delsfinal     | 8-delsfinal      | Kvartsfinal      | Semifinal        | Final            | Final            |
| Namn       | Gren   | Resultat                  | Resultat         | Resultat         | Resultat         | Resultat         | Resultat         | Plats            |
| ---------- | ------ | ------------------------- | ---------------- | ---------------- | ---------------- | ---------------- | ---------------- | ---------------- |
| Ella Diehl | Singel | Nehwal (IND) L 9-21, 8-21 | Gick inte vidare | Gick inte vidare | Gick inte vidare | Gick inte vidare | Gick inte vidare | Gick inte vidare |

## Basketboll
- Huvudartikel: Basket vid olympiska sommarspelen 2008
- Herrar

| Lag        | V | F | PF  | PA  | PDiff | Poäng |
| ---------- | - | - | --- | --- | ----- | ----- |
| Litauen    | 4 | 1 | 425 | 400 | +25   | 9     |
| Argentina  | 4 | 1 | 425 | 361 | +64   | 9     |
| Kroatien   | 3 | 2 | 399 | 380 | +19   | 8     |
| Australien | 3 | 2 | 457 | 405 | +52   | 8     |
| Ryssland   | 1 | 4 | 387 | 406 | -19   | 6     |
| Iran       | 0 | 5 | 323 | 464 | -141  | 5     |

| 2008-08-10 |         |            |
| Ryssland   | 71 – 49 | Iran       |
| 2008-08-12 |         |            |
| Kroatien   | 85 – 78 | Ryssland   |
| 2008-08-14 |         |            |
| Litauen    | 86 – 79 | Ryssland   |
| 2008-08-16 |         |            |
| Ryssland   | 80 – 95 | Australien |
| 2008-08-18 |         |            |
| Argentina  | 91 – 79 | Ryssland   |

- Damer

| Lag         | V | F | PF  | PA  | PDiff | Poäng |
| ----------- | - | - | --- | --- | ----- | ----- |
| Australien  | 5 | 0 | 349 | 264 | +85   | 10    |
| Ryssland    | 4 | 1 | 278 | 258 | +20   | 9     |
| Vitryssland | 2 | 3 | 320 | 332 | -12   | 7     |
| Sydkorea    | 2 | 3 | 352 | 360 | -8    | 7     |
| Lettland    | 1 | 4 | 266 | 315 | -49   | 6     |
| Brasilien   | 1 | 4 | 337 | 354 | -17   | 6     |

| 2008-08-09  |         |           |
| Lettland    | 57 – 62 | Ryssland  |
| 2008-08-11  |         |           |
| Sydkorea    | 72 – 77 | Ryssland  |
| 2008-08-13  |         |           |
| Vitryssland | 65 – 71 | Ryssland  |
| 2008-08-15  |         |           |
| Ryssland    | 74 – 64 | Brasilien |
| 2008-08-17  |         |           |
| Australien  | 75 – 55 | Ryssland  |

|  | Kvartsfinal | Kvartsfinal | Kvartsfinal |            |            | Semifinal | Semifinal | Semifinal |            |            | Final      | Final      | Final |
|  |             |             |             |            |            |           |           |           |            |            |            |            |       |
|  | A2          | Ryssland    | 84          |            |            |           |           |           |            |            |            |            |       |
|  | B3          | Spanien     | 65          |            |            |           |           |           |            |            |            |            |       |
|  | B3          | Spanien     | 65          |            | A2         | Ryssland  | 52        |           |            |            |            |            |       |
|  |             |             |             |            | A2         | Ryssland  | 52        |           |            |            |            |            |       |
|  |             | B1          | USA         | 67         |            |           |           |           |            |            |            |            |       |
|  | B1          | B1          | USA         | 67         | USA        | 104       |           |           |            |            |            |            |       |
|  | B1          |             |             |            | USA        | 104       |           |           |            |            |            |            |       |
|  | A4          | Sydkorea    | 60          |            |            |           |           |           |            |            |            |            |       |
|  |             |             |             |            |            |           |           |           |            |            | B1         | USA        | 118   |
|  |             |             | A1          | Australien | 107        |           |           |           |            |            |            |            |       |
|  | B2          | Kina        | 77          |            |            |           |           |           |            |            |            |            |       |
|  | A3          | Vitryssland | 62          |            |            |           |           |           |            |            |            |            |       |
|  | A3          | Vitryssland | 62          |            | B2         | Kina      | 56        |           | Bronsmatch | Bronsmatch | Bronsmatch | Bronsmatch |       |
|  |             |             |             |            | B2         | Kina      | 56        |           | Bronsmatch | Bronsmatch | Bronsmatch | Bronsmatch |       |
|  |             | A1          | Australien  | 90         |            |           |           |           |            |            |            |            |       |
|  | A1          | A1          | Australien  | 90         | Australien | 76        |           | A2        | Ryssland   | 94         |            |            |       |
|  | A1          |             |             |            | Australien | 76        |           | A2        | Ryssland   | 94         |            |            |       |
|  | B4          | Tjeckien    | 46          |            |            |           |           |           |            |            | B2         | Kina       | 81    |

## Bordtennis
- Huvudartikel: Bordtennis vid olympiska sommarspelen 2008
- Singel, herrar

| Idrottare       | Gren   | Grundomgång          | Omgång 1             | Omgång 2             | Omgång 3             | Omgång 4             | Kvartsfinal          | Semifinal            | Final                |
| Idrottare       | Gren   | Motståndare Resultat | Motståndare Resultat | Motståndare Resultat | Motståndare Resultat | Motståndare Resultat | Motståndare Resultat | Motståndare Resultat | Motståndare Resultat |
| --------------- | ------ | -------------------- | -------------------- | -------------------- | -------------------- | -------------------- | -------------------- | -------------------- | -------------------- |
| Fjodor Kuzmin   | Singel |                      | Bobocica (ITA) L 1-4 | Gick inte vidare     | Gick inte vidare     | Gick inte vidare     | Gick inte vidare     | Gick inte vidare     | Gick inte vidare     |
| Aleksej Smirnov | Singel |                      |                      | Doan (VIE) W 4-1     | Kan (JPN) (15) L 1-4 | Gick inte vidare     | Gick inte vidare     | Gick inte vidare     | Gick inte vidare     |

- Lag, herrar

| Lag      | Poäng | Matcher | Vinster | Förluster | GW | GL |
| -------- | ----- | ------- | ------- | --------- | -- | -- |
| Japan    | 6     | 3       | 3       | 0         | 9  | 0  |
| Hongkong | 5     | 3       | 2       | 1         | 6  | 4  |
| Nigeria  | 4     | 3       | 1       | 2         | 3  | 8  |
| Ryssland | 3     | 3       | 0       | 3         | 3  | 9  |

13 augusti
| Hongkong | 3–1 | Ryssland |
| Japan    | 3–0 | Ryssland |

14 augusti
| Ryssland | 2–3 | Nigeria |

- Singel, damer

| Idrottare       | Gren   | Grundomgång          | Omgång 1              | Omgång 2             | Omgång 3             | Omgång 4             | Kvartsfinal          | Semifinal            | Final                |
| Idrottare       | Gren   | Motståndare Resultat | Motståndare Resultat  | Motståndare Resultat | Motståndare Resultat | Motståndare Resultat | Motståndare Resultat | Motståndare Resultat | Motståndare Resultat |
| --------------- | ------ | -------------------- | --------------------- | -------------------- | -------------------- | -------------------- | -------------------- | -------------------- | -------------------- |
| Oksana Fadejeva | Singel |                      | Stefanova (ITA) L 0-4 | Gick inte vidare     | Gick inte vidare     | Gick inte vidare     | Gick inte vidare     | Gick inte vidare     | Gick inte vidare     |
| Svetlana Ganina | Singel |                      | Sang (AUS) L WO       | Gick inte vidare     | Gick inte vidare     | Gick inte vidare     | Gick inte vidare     | Gick inte vidare     | Gick inte vidare     |
| Irina Kotichina | Singel |                      | Miao (AUS) L 3-4      | Gick inte vidare     | Gick inte vidare     | Gick inte vidare     | Gick inte vidare     | Gick inte vidare     | Gick inte vidare     |

## Boxning
- Huvudartikel: Boxning vid olympiska sommarspelen 2008

| Tävlande           | Viktklass       | Sextondelsfinal              | Åttondelsfinal           | Kvartsfinal          | Semifinal                | Final                |                  |
| Tävlande           | Viktklass       | Motståndare Resultat         | Motståndare Resultat     | Motståndare Resultat | Motståndare Resultat     | Motståndare Resultat |                  |
| ------------------ | --------------- | ---------------------------- | ------------------------ | -------------------- | ------------------------ | -------------------- | ---------------- |
| David Ajrapetian   | Lätt flugvikt   | Tjyhajev (UKR) L 11-13       | Gick inte vidare         | Gick inte vidare     | Gick inte vidare         | Gick inte vidare     | Gick inte vidare |
| Georgij Balaksjin  | Flugvikt        |                              | Särsembajev (KAZ) W 12-4 | Kumar (IND) W 15-11  | Laffita (CUB) L 8-9      | Gick inte vidare     |                  |
| Sergej Vodopjanov  | Bantamvikt      | Arroyo (PUR) W 10-5          | Kumar (IND) L 9-9+       | Gick inte vidare     | Gick inte vidare         | Gick inte vidare     | Gick inte vidare |
| Albert Selimov     | Fjädervikt      | Lomatjenko (UKR) L 7-14      | Gick inte vidare         | Gick inte vidare     | Gick inte vidare         | Gick inte vidare     | Gick inte vidare |
| Aleksej Tisjtjenko | Lättvikt        | Nejmaoui (TUN) W 10-2        | Little (AUS) W 11-3      | Pérez (COL) W 13-5   | Dzjavachjan (ARM) W 10-5 | Sow (FRA) W 11-9     |                  |
| Gennadij Kovaljov  | Lätt weltervikt | Maimaitituersun (CHN) W 15-8 | Colin (MRI) W 15-4       | Iglesias (CUB) L 2-5 | Gick inte vidare         | Gick inte vidare     | Gick inte vidare |
| Andrej Balanov     | Weltervikt      | Kasuto (NAM) W 8-5           | Andrade (USA) L 3-14     | Gick inte vidare     | Gick inte vidare         | Gick inte vidare     | Gick inte vidare |
| Matvej Korobov     | Medelvikt       | Terbunja (SWE) W 18-6        | Artajev (KAZ) L 7-10     | Gick inte vidare     | Gick inte vidare         | Gick inte vidare     | Gick inte vidare |
| Artur Beterbijev   | Lätt tungvikt   | Katende (SWE) W 15-3         | Zhang (CHN) L 2-8        | Gick inte vidare     | Gick inte vidare         | Gick inte vidare     | Gick inte vidare |
| Rachim Tjachkijev  | Tungvikt        |                              | Mazaheri (IRI) W 7-3     | M'Bumba (FRA) W 18-9 | Acosta (CUB) W 10-5      | Russo (ITA) W 4-2    |                  |
| Islam Timurzijev   | Supertungvikt   |                              | Price (GBR) L 2-2 (RSC)  | Gick inte vidare     | Gick inte vidare         | Gick inte vidare     | Gick inte vidare |

## Brottning
- Huvudartikel: Brottning vid olympiska sommarspelen 2008

| Tävlande             | Gren                           | Kvalifikation          | 1/8 Final               | Kvartsfinal            | Semifinal                   | Återkval 1           | Återkval 2           | Final                                | Placering |
| Tävlande             | Gren                           | Motståndare Resultat   | Motståndare Resultat    | Motståndare Resultat   | Motståndare Resultat        | Motståndare Resultat | Motståndare Resultat | Motståndare Resultat                 | Placering |
| -------------------- | ------------------------------ | ---------------------- | ----------------------- | ---------------------- | --------------------------- | -------------------- | -------------------- | ------------------------------------ | --------- |
| Besik Kuduchov       | Fristil, bantamvikt            |                        | Naranbaatar (MGL) W 2:0 | Dabbaghi (IRI) W 7:0   | Matsunaga (JPN) L F         |                      |                      | Bronsmatch Mansurov (UZB) W 3:0      |           |
| Mavlet Batirov       | Fristil, fjädervikt            | Gusejnov (AZE) W 2:0   | Quintana (CUB) W 6:1    | Ramazanov (MKD) W 3:0  | Mohammadi (IRI) W 2:0       |                      |                      | Fedorysjyn (UKR) W 3:1               |           |
| Irbek Farnijev       | Fristil, lättvikt              | Markosjan (ARM) W 7:2  | Buyanjav (MGL) W 5:3    | Spiridonov (KAZ) L 3:2 | Gick inte vidare            | Gick inte vidare     | Gick inte vidare     | Gick inte vidare                     | 7         |
| Buvajsar Sajtijev    | Fristil, weltervikt            | Cho (KOR) W 8:2        | Gulhan (TUR) W 5:0      | Fundora (CUB) W 4:1    | Terziev (BUL) W F           |                      |                      | Tigiyev (UZB) W 4:2                  |           |
| Georgij Ketojev      | Fristil, mellanvikt            | Wang (CHN) W 5:3       | Soxiyev (UZB) W 9:2     | Temrezov (AZE) W 4:4   | Mindorasjvili (GEO) L F     |                      |                      | Bronsmatch Bichinashvili (GER) W 5:4 |           |
| Sjirvani Muradov     | Fristil, tungvikt              |                        | Tibilov (UKR) W 2:1     | Koç (TUR) W 3:0        | Qazyumov (AZE) W 3:1        |                      |                      | Tigijev (KAZ) W 2:0                  |           |
| Bachtiar Achmedov    | Fristil, supertungvikt         | Boyadzhiev (BUL) W 4:0 | Masoumi (IRI) W F       | Mocco (USA) W 3:1      | Mutalimov (KAZ) W 7:0       |                      |                      | Taymazov (UZB) L 0:4                 |           |
| Zamira Rachmanova    | Fristil, flugvikt              |                        | Boubryemm (FRA) L 3:6   | Gick inte vidare       | Gick inte vidare            | Gick inte vidare     | Gick inte vidare     | Gick inte vidare                     | 11        |
| Natalja Golts        | Fristil, lättvikt              |                        | Komarova (AZE) W 5:0    | Yoshida (JPN) L 1:6    | Did not advance             |                      | Nerell (SWE) L 3:2   | Gick inte vidare                     | 8         |
| Aljona Kartasjova    | Fristil, mellanvikt            |                        | Sjalygina (KAZ) W 4:0   | Vaseva (BUL) W 8:1     | Golliot-Legrand (FRA) W 9:3 |                      |                      | Icho (JPN) L 0:3                     |           |
| Jelena Perepjolkina  | Fristil, tungvikt              |                        | Hamaguchi (JPN) L 1:2   | Gick inte vidare       | Gick inte vidare            | Gick inte vidare     | Gick inte vidare     | Gick inte vidare                     | 11        |
| Nazir Mankijev       | Grekisk-romersk, bantamvikt    | Xafizov (UZB) W 6:1    | Fris (SRB) W 9:0        | Sourian (IRI) W 4:4    | Park (KOR) W 9:2            |                      |                      | Bayramov (AZE) W 6:5                 |           |
| Islambek Albijev     | Grekisk-romersk, fjädervikt    |                        | Sucu (TUR) W 12:0       | Monzon (CUB) W 8:0     | Tümönbajev (KGZ) W 10:0     |                      |                      | Rähimov (AZE) W 6:0                  |           |
| Sergej Kovalenko     | Grekisk-romersk, lättvikt      |                        | Serir (ALG) W 12:0      | Gergov (BUL) L 7:7     | Gick inte vidare            | Gick inte vidare     | Gick inte vidare     | Gick inte vidare                     | 7         |
| Varteres Samurgasjev | Grekisk-romersk, weltervikt    | Madsen (DEN) W 7:1     | Abdulov (AZE) W F       | Bacsi (HUN) L 3:6      | Gick inte vidare            | Gick inte vidare     | Gick inte vidare     | Gick inte vidare                     | 7         |
| Aleksej Misjin       | Grekisk-romersk, mellanvikt    |                        | Samochin (KAZ) W 5:1    | Minguzzi (ITA) L 5:3   | Gick inte vidare            |                      | Noumonvi (FRA) L 5:2 | Gick inte vidare                     | 9         |
| Aslanbek Chusjtov    | Grekisk-romersk, tungvikt      | Mämbetov (KAZ) W 10:0  | Timoncini (ITA) W 8:0   | Ezerskis (LTU) W 9:0   | Svec (CZE) W F              |                      |                      | Englich (GER) W 9:0                  |           |
| Chasan Barojev       | Grekisk-romersk, supertungvikt |                        | Hashemzadeh (IRI) W 8:0 | Mizgaitis (LTU) W 5:1  | Szczepaniak (FRA) W 3:2     |                      |                      | Lopez (CUB) L 1:6                    |           |

## Bågskytte
- Huvudartikel: Bågskytte vid olympiska sommarspelen 2008

- Herrar

| Namn                                                    | Gren         | Rankingrunda | Rankingrunda | 32-delsfinal                           | 16-delsfinal                | 8-delsfinal                  | Kvartsfinal                | Semifinal                           | Final                       | Final |
| Namn                                                    | Gren         | Poäng        | Seed         | Resultat                               | Resultat                    | Resultat                     | Resultat                   | Resultat                            | Resultat                    | Plats |
| ------------------------------------------------------- | ------------ | ------------ | ------------ | -------------------------------------- | --------------------------- | ---------------------------- | -------------------------- | ----------------------------------- | --------------------------- | ----- |
| Andrej Abramov                                          | Individuellt | 660          | 25           | Johnson (USA) (40) L 109(+25)-109(+26) | Gick inte vidare            | Gick inte vidare             | Gick inte vidare           | Gick inte vidare                    | Gick inte vidare            | 36    |
| Bair Badjonov                                           | Individuellt | 658          | 31           | Godfrey (GBR) (34) W 114-109           | Champia (IND) (2) W 109-108 | Lyon (CAN) (47) W 115-110    | Cheng (MAS) (26) W 109-104 | Ruban (UKR) (3) L 112(+18)-112(+20) | Serrano (MEX) (1) W 115-110 |       |
| Balzhinima Tsyrempilov                                  | Individuellt | 671          | 6            | Pavlov (BUL) (59) W 112-102            | Chen (TPE) (38) W 109-101   | Ryuichi (JPN) (22) L 110-113 | Gick inte vidare           | Gick inte vidare                    | Gick inte vidare            | 10    |
| Andrej Abramov Bair Badjonov Balzhinima Tsyrempilov (4) | Lag          | 1989         | 4            |                                        |                             |                              | Kina (12) L 208-217        | Gick inte vidare                    | Gick inte vidare            | 8     |

- Damer

| Namn                | Gren         | Rankingrunda | Rankingrunda | 32-delsfinal                              | 16-delsfinal                       | 8-delsfinal               | Kvartsfinal      | Semifinal        | Final            | Final |
| Namn                | Gren         | Poäng        | Seed         | Resultat                                  | Resultat                           | Resultat                  | Resultat         | Resultat         | Resultat         | Plats |
| ------------------- | ------------ | ------------ | ------------ | ----------------------------------------- | ---------------------------------- | ------------------------- | ---------------- | ---------------- | ---------------- | ----- |
| Miroslava Dagbajeva | Individuellt | 637          | 23           | Puspitasari (INA) (42) W 106(+10)-106(+9) | Ana Rendon (COL) (10) L 106-110    | Gick inte vidare          | Gick inte vidare | Gick inte vidare | Gick inte vidare | 14    |
| Natalia Erdynijeva  | Individuellt | 647          | 11           | Dielen (SUI) (54) W 107-102               | Marcinkiewicz (POL) (43) W 104-103 | Zhang (CHN) (27) L 98-110 | Gick inte vidare | Gick inte vidare | Gick inte vidare | 14    |

## Cykling
- Huvudartikel: Cykling vid olympiska sommarspelen 2008

### Mountainbike
Herrar
| Cyklist        | Gren         | Tid    | Placering |
| -------------- | ------------ | ------ | --------- |
| Jurij Trofimov | Mountainbike | -2 LAP | 41        |

Damer
| Cyklist          | Gren         | Tid     | Placering |
| ---------------- | ------------ | ------- | --------- |
| Vera Andrejeva   | Mountainbike | -2 LAP  | 23        |
| Irina Kalentieva | Mountainbike | 1:46:28 |           |

### Landsväg
Herrar
| Cyklist            | Gren      | Tid                   | Placering |
| ------------------ | --------- | --------------------- | --------- |
| Vladimir Karpets   | Linjelopp | 6:24:59 (+1:10)       | 18        |
| Vladimir Karpets   | Tempolopp | 1:05:52.38 (+3:40.95) | 18        |
| Denis Mensjov      | Linjelopp | 6:34:26 (+10:37)      | 59        |
| Denis Mensjov      | Tempolopp | 1:06:10.54 (+3:59.11) | 20        |
| Vladimir Jefimkin  | Linjelopp | DNF                   | DNF       |
| Sergej Ivanov      | Linjelopp | 6:39:42 (+15:53)      | 77        |
| Aleksandr Kolobnev | Linjelopp | 6:23:49(+0:00)        |           |

Damer
| Cyklist                | Gren      | Tid                 | Placering |
| ---------------------- | --------- | ------------------- | --------- |
| Natalia Bojarskaja     | Linjelopp | 3:33:45 (+1:21)     | 40        |
| Natalia Bojarskaja     | Tempolopp | 37:14.65 (+2:22.93) | 16        |
| Aleksandra Burtjenkova | Linjelopp | 3:36:32 (+4:08)     | 43        |
| Julia Martisova        | Linjelopp | 3:32:45 (+0:21)     | 12        |

### Bana
Sprint
| Cyklist                                          | Gren                | Kvalificering | Kvalificering | 1/16-final                | 1/16-final uppsamling       | 1/8-final                 | 1/8-final uppsamling                | Kvartsfinal               | Semifinal                 | Final (5-12:e plats)                                            | Final (5-12:e plats) |
| Cyklist                                          | Gren                | Tid Hastighet | Placering     | Motståndare Tid Hastighet | Motståndare Tid Hastighet   | Motståndare Tid Hastighet | Motståndare Tid Hastighet           | Motståndare Tid Hastighet | Motståndare Tid Hastighet | Motståndare Tid Hastighet                                       | Placering            |
| ------------------------------------------------ | ------------------- | ------------- | ------------- | ------------------------- | --------------------------- | ------------------------- | ----------------------------------- | ------------------------- | ------------------------- | --------------------------------------------------------------- | -------------------- |
| Denis Dmitrijev                                  | Herrarnas sprint    | 10.565        | 18            | Hoy (GBR) L               | Mulder (NED) French (AUS) L | Gick inte vidare          | Gick inte vidare                    | Gick inte vidare          | Gick inte vidare          | Gick inte vidare                                                | 18                   |
| Svetlana Grankovskaja                            | Damernas sprint     | 11.544        | 11            |                           |                             | Guo (CHN) L               | Krupeckaitė (LTU) Hijgenaar (NED) L | Gick inte vidare          | Gick inte vidare          | Guerra (CUB) Hijgenaar (NED) Tsukuda (JPN) W 12.192 59.055 km/h | 9                    |
| Denis Dmitrijev Sergej Kutjerov Sergej Polynskij | Herrarnas lagsprint | 45.964        | 12            |                           |                             |                           |                                     | Gick inte vidare          |                           | Gick inte vidare                                                | 12                   |

Förföljelse
| Cyklist                                                                            | Gren                     | Kvalomgång | Kvalomgång | 1:a omgången           | 1:a omgången | Finaler              | Finaler   |
| Cyklist                                                                            | Gren                     | Tid        | Placering  | Motståndare Tid        | Placering    | Motståndare Tid      | Placering |
| ---------------------------------------------------------------------------------- | ------------------------ | ---------- | ---------- | ---------------------- | ------------ | -------------------- | --------- |
| Aleksandr Serov                                                                    | Herrarnas förföljelse    | 4:23.732   | 8          | Wiggins (GBR) 4:25.391 | 7            | Gick inte vidare     | 8         |
| Alexej Markov                                                                      | Herrarnas förföljelse    | 4:21.498   | 3          | Tauler (ESP) 4:22.308  | 4            | Burke (GBR) 4:24.149 | 4         |
| Alexej Markov Aleksandr Petrovskij Aleksandr Serov Nikolaj Trusov Jevgenij Kovalev | Herrarnas lagförföljelse | 4:06.518   | 8          | Storbritannien         | OVL          | Gick inte vidare     | 6         |

Keirin
| Cyklist          | Gren             | 1:a omgången | Uppsamling | 2:a omgången     | Final (7-12:e plats) | Placering |
| Cyklist          | Gren             | Placering    | Placering  | Placering        | Placering            | Placering |
| ---------------- | ---------------- | ------------ | ---------- | ---------------- | -------------------- | --------- |
| Sergej Polynskij | Herrarnas keirin | 5            | 4          | Gick inte vidare | Gick inte vidare     | 21        |
| Denis Dmitrijev  | Herrarnas keirin | 6            | 3          | Gick inte vidare | Gick inte vidare     | 17        |

Poänglopp
| Cyklist                        | Gren                | Poäng/varv | Placering |
| ------------------------------ | ------------------- | ---------- | --------- |
| Michail Ignatiev               | Herrarnas poänglopp | 4 / 0      | 17        |
| Olga Sljusareva                | Damernas poänglopp  | 8 / 0      | 8         |
| Michail Ignatiev Alexej Markov | Herrarnas Madison   | 6 / 0      |           |

## Friidrott
- Huvudartikel: Friidrott vid olympiska sommarspelen 2008

Förkortningar
- Noteringar – Placeringarna avser endast löparens eget heat
- Q = Kvalificerad till nästa omgång
- q = Kvalificerade sig till nästa omgång som den snabbaste idrottaren eller, i fältgrenarna, via placering utan att uppnå kvalgränsen.
- NR = Nationellt rekord
- N/A = Omgången ingick inte i grenen
- Bye = Idrottaren behövde inte delta i denna omgång

Herrar
Bana och landsväg
| Idrottare                                                    | Gren           | Heat     | Heat      | Kvartsfinal      | Kvartsfinal      | Semifinal        | Semifinal        | Final            | Final            |
| Idrottare                                                    | Gren           | Resultat | Placering | Resultat         | Placering        | Resultat         | Placering        | Resultat         | Placering        |
| ------------------------------------------------------------ | -------------- | -------- | --------- | ---------------- | ---------------- | ---------------- | ---------------- | ---------------- | ---------------- |
| Denis Aleksejev                                              | 400 m          | 45.52    | 5         | i.u.             | i.u.             | Gick inte vidare | Gick inte vidare | Gick inte vidare | Gick inte vidare |
| Grigorij Andrejev                                            | Maraton        | i.u.     | i.u.      | i.u.             | i.u.             | i.u.             | i.u.             | 2:13:33          | 14               |
| Dmitrij Bogdanov                                             | 800 m          | 1:47.49  | 3         | i.u.             | i.u.             | Gick inte vidare | Gick inte vidare | Gick inte vidare | Gick inte vidare |
| Valerij Bortjin                                              | 20 km gång     | i.u.     | i.u.      | i.u.             | i.u.             | i.u.             | i.u.             | 1:19:01          | 1                |
| Jevgenij Borisov                                             | 110 m häck     | 13.90    | 5         | Gick inte vidare | Gick inte vidare | Gick inte vidare | Gick inte vidare | Gick inte vidare | Gick inte vidare |
| Jurij Borzakovskij                                           | 800 m          | 1:45.15  | 2 Q       | i.u.             | i.u.             | 1:46.53          | 3                | Gick inte vidare | Gick inte vidare |
| Aleksandr Derevjagin                                         | 400 m häck     | 49.19    | 5 q       | i.u.             | i.u.             | 49.23            | 6                | Gick inte vidare | Gick inte vidare |
| Maksim Dyldin                                                | 400 m          | 46.03    | 5         | i.u.             | i.u.             | Gick inte vidare | Gick inte vidare | Gick inte vidare | Gick inte vidare |
| Sergej Ivanov                                                | 10 000 m       | i.u.     | i.u.      | i.u.             | i.u.             | i.u.             | i.u.             | 28:34.72         | 30               |
| Sergej Kirdjapkin                                            | 50 km gång     | i.u.     | i.u.      | i.u.             | i.u.             | i.u.             | i.u.             | DNF              | DNF              |
| Oleg Kulkov                                                  | Maraton        | i.u.     | i.u.      | i.u.             | i.u.             | i.u.             | i.u.             | 2:18:11          | 29               |
| Ilja Markov                                                  | 20 km gång     | i.u.     | i.u.      | i.u.             | i.u.             | i.u.             | i.u.             | 1:22:02          | 17               |
| Ildar Minsjin                                                | 3 000 m hinder | 8:26.85  | 6         | i.u.             | i.u.             | i.u.             | i.u.             | Gick inte vidare | Gick inte vidare |
| Denis Nizjegorodov                                           | 50 km gång     | i.u.     | i.u.      | i.u.             | i.u.             | i.u.             | i.u.             | 3:40:14          | 3                |
| Igor Peremota                                                | 110 m häck     | 13.59    | 2 Q       | 13.70            | 7                | Gick inte vidare | Gick inte vidare | Gick inte vidare | Gick inte vidare |
| Pavel Potapovitj                                             | 3 000 m hinder | 8:36.29  | 10        | i.u.             | i.u.             | i.u.             | i.u.             | Gick inte vidare | Gick inte vidare |
| Vjatjeslav Sjabunin                                          | 1 500 m        | 3:42.53  | 11        | i.u.             | i.u.             | Gick inte vidare | Gick inte vidare | Gick inte vidare | Gick inte vidare |
| Roman Smirnov                                                | 200 m          | 20.76    | 1 Q       | 20.62            | 6                | Gick inte vidare | Gick inte vidare | Gick inte vidare | Gick inte vidare |
| Aleksej Sokolov                                              | Maraton        | i.u.     | i.u.      | i.u.             | i.u.             | i.u.             | i.u.             | 2:15:57          | 21               |
| Andrej Jepisjin                                              | 100 m          | 10.34    | 2 Q       | 10.25            | 6                | Gick inte vidare | Gick inte vidare | Gick inte vidare | Gick inte vidare |
| Denis Aleksejev Maksim Dyldin Vladislav Frolov Anton Kokorin | 4 x 400 m      | i.u.     | i.u.      | i.u.             | i.u.             | i.u.             | i.u.             | DSQ              | DSQ              |

Fältgrenar
| Idrottare            | Gren           | Kval    | Kval      | Final            | Final            |
| Idrottare            | Gren           | Distans | Placering | Distans          | Placering        |
| -------------------- | -------------- | ------- | --------- | ---------------- | ---------------- |
| Danil Burkenja       | Tresteg        | 16.69   | 22        | Gick inte vidare | Gick inte vidare |
| Kirill Ikonnikov     | Släggkastning  | 72.33   | 21        | Gick inte vidare | Gick inte vidare |
| Alexandr Ivanov      | Spjutkastning  | 79.27   | 14        | Gick inte vidare | Gick inte vidare |
| Ilja Korotkov        | Spjutkastning  | 83.33   | 2 Q       | 83.15            | 7                |
| Anton Ljuboslavskij  | Kulstötning    | 19.87   | 18        | Gick inte vidare | Gick inte vidare |
| Jevgenij Lukjanenko  | Stavhopp       | 5.65    | =1 q      | 5.85             | 2                |
| Sergej Makarov       | Spjutkastning  | 72.47   | 26        | Gick inte vidare | Gick inte vidare |
| Vladimir Malyavin    | Längdhopp      | 7.35    | 37        | Gick inte vidare | Gick inte vidare |
| Igor Pavlov          | Stavhopp       | 5.65    | =1 q      | 5.60             | 9                |
| Aleksandr Petrenko   | Tresteg        | 16.97   | 17        | Gick inte vidare | Gick inte vidare |
| Bogdan Pisjtjalnikov | Diskuskastning | 64.60   | 6 Q       | 65.88            | 6                |
| Jaroslav Rybakov     | Höjdhopp       | 2.25    | 9 q       | 2.33             | 3                |
| Andrej Silnov        | Höjdhopp       | 2.29    | 6 q       | 2.36             | 1                |
| Pavel Sofin          | Kulstötning    | 20.29   | 8 Q       | 20.42            | 8                |
| Igor Spasovchodskij  | Tresteg        | 17.23   | 6 Q       | 16.79            | 9                |
| Dmitrj Starodubtsev  | Stavhopp       | 5.65    | 11 q      | 5.70             | 5                |
| Igor Vinitjenko      | Släggkastning  | 72.05   | 22        | Gick inte vidare | Gick inte vidare |
| Vjatjeslav Voronin   | Höjdhopp       | 2.25    | 14        | Gick inte vidare | Gick inte vidare |
| Ivan Jusjkov         | Kulstötning    | 20.02   | 12 Q      | 19.67            | 11               |

Kombinerade grenar – Tiokamp
| Idrottare           | Gren     | 100 m | LJ   | SP    | HJ   | 400 m | 110H  | DT    | PV   | JT    | 1500 m  | Final | Placering |
| ------------------- | -------- | ----- | ---- | ----- | ---- | ----- | ----- | ----- | ---- | ----- | ------- | ----- | --------- |
| Aleksej Drozdov     | Resultat | 11.02 | 7.23 | 16.26 | 2.02 | 51.56 | 15.51 | 47.43 | 5.10 | 62.57 | 4:41.34 | 8154  | 12        |
| Aleksej Drozdov     | Poäng    | 856   | 869  | 867   | 822  | 744   | 789   | 817   | 941  | 777   | 672     | 8154  | 12        |
| Aleksandr Pogorelov | Resultat | 11.07 | 7.37 | 16.53 | 2.08 | 50.91 | 14.47 | 50.04 | 5.00 | 64.01 | 5:01.56 | 8328  | 4         |
| Aleksandr Pogorelov | Poäng    | 845   | 903  | 884   | 878  | 773   | 915   | 871   | 910  | 798   | 551     | 8328  | 4         |
| Aleksej Sjsojev     | Resultat | 11.03 | 6.77 | 15.42 | 2.11 | 50.71 | DNF   | DNS   | —    | —     | —       | DNF   | DNF       |
| Aleksej Sjsojev     | Poäng    | 854   | 760  | 816   | 906  | 782   | 0     | 0     | —    | —     | —       | DNF   | DNF       |

Damer
Bana & landsväg
| Idrottare | Gren           | Heat     | Heat      | Kvartsfinal | Kvartsfinal | Semifinal        | Semifinal        | Final            | Final            |
| Idrottare | Gren           | Resultat | Placering | Resultat    | Placering   | Resultat         | Placering        | Resultat         | Placering        |
| --- | -------------- | -------- | --------- | ----------- | ----------- | ---------------- | ---------------- | ---------------- | ---------------- |
| Inga Abitova                                                                                                 | 10 000 m       | i.u.     | i.u.      | i.u.        | i.u.        | i.u.             | i.u.             | 30:37.33         | 6                |
| Anna Almina                                                                                                  | 1 500 m        | 4:04.66  | 5 q       | i.u.        | i.u.        | i.u.             | i.u.             | 4:06.99          | 11               |
| Tatiana Andrianova                                                                                           | 800 m          | 2:00.31  | 2 Q       | i.u.        | i.u.        | 1:58.16          | 3 q              | 2:02.63          | 8                |
| Aleksandra Antonova                                                                                          | 100 m häck     | 13.18    | 5         | i.u.        | i.u.        | Gick inte vidare | Gick inte vidare | Gick inte vidare | Gick inte vidare |
| Tatiana Arjasova                                                                                             | 10 000 m       | i.u.     | i.u.      | i.u.        | i.u.        | i.u.             | i.u.             | 31:45.57         | 19               |
| Jekaterina Bikert                                                                                            | 400 m häck     | 55.15    | 1 Q       | i.u.        | i.u.        | 54.38            | 4 Q              | 54.96            | 6                |
| Galina Bogomolova                                                                                            | Maraton        | i.u.     | i.u.      | i.u.        | i.u.        | i.u.             | i.u.             | DNF              | DNF              |
| Julia Tjermosjanskaja                                                                                        | 200 m          | 22.98    | 4 Q       | 22.63       | 1 Q         | 22.57            | 5                | Gick inte vidare | Gick inte vidare |
| Tatiana Dektiarjova                                                                                          | 100 m häck     | 13.05    | 5         | i.u.        | i.u.        | Gick inte vidare | Gick inte vidare | Gick inte vidare | Gick inte vidare |
| Aleksandra Fedoriva                                                                                          | 200 m          | 23.29    | 4 Q       | 23.04       | 5 q         | 23.22            | 8                | Gick inte vidare | Gick inte vidare |
| Tatiana Firova                                                                                               | 400 m          | 50.59    | 2 Q       | i.u.        | i.u.        | 50.31            | 3 q              | 50.11            | 6                |
| Julia Gusjtjina                                                                                              | 400 m          | 51.18    | 2 Q       | i.u.        | i.u.        | 50.48            | 1 Q              | 50.01            | 4                |
| Tatiana Kalmykova                                                                                            | 20 km gång     | i.u.     | i.u.      | i.u.        | i.u.        | i.u.             | i.u.             | DSQ              | DSQ              |
| Olga Kaniskina                                                                                               | 20 km gång     | i.u.     | i.u.      | i.u.        | i.u.        | i.u.             | i.u.             | 1:26:31 OR       | 1                |
| Anastasia Kapatjinskaja                                                                                      | 400 m          | 51.32    | 1 Q       | i.u.        | i.u.        | 50.30            | 2 Q              | 50.03            | 5                |
| Svetlana Kljuka                                                                                              | 800 m          | 2:01.67  | 1 Q       | i.u.        | i.u.        | 1:58.31          | 1 Q              | 1:56.94          | 4                |
| Julia Kondakova                                                                                              | 100 m häck     | 13.07    | 4         | i.u.        | i.u.        | Gick inte vidare | Gick inte vidare | Gick inte vidare | Gick inte vidare |
| Maria Konovalova                                                                                             | 10 000 m       | i.u.     | i.u.      | i.u.        | i.u.        | i.u.             | i.u.             | 30:35.84         | 5                |
| Jekaterina Kostetskaja                                                                                       | 800 m          | 2:00.54  | 3 Q       | i.u.        | i.u.        | 1:58.33          | 3                | Gick inte vidare | Gick inte vidare |
| Natalja Murinovitj                                                                                           | 100 m          | 11.55    | 5 q       | 11.51       | 7           | Gick inte vidare | Gick inte vidare | Gick inte vidare | Gick inte vidare |
| Irina Obedina                                                                                                | 400 m häck     | 55.71    | 2 Q       | i.u.        | i.u.        | 55.69            | 6                | Gick inte vidare | Gick inte vidare |
| Anastasia Ott                                                                                                | 400 m häck     | 55.34    | 2 Q       | i.u.        | i.u.        | 54.74            | 6                | Gick inte vidare | Gick inte vidare |
| Tatiana Petrova                                                                                              | 3 000 m hinder | 9:28.85  | 1 Q       | i.u.        | i.u.        | i.u.             | i.u.             | 9:12.33          | 4                |
| Jevgenia Poljakova                                                                                           | 100 m          | 11.24    | 1 Q       | 11.13       | 2 Q         | 11.38            | 7                | Gick inte vidare | Gick inte vidare |
| Natalja Rusakova                                                                                             | 100 m          | 11.61    | 5 q       | 11.49       | 6           | Gick inte vidare | Gick inte vidare | Gick inte vidare | Gick inte vidare |
| Natalja Rusakova                                                                                             | 200 m          | 23.21    | 3 Q       | 23.28       | 6           | Gick inte vidare | Gick inte vidare | Gick inte vidare | Gick inte vidare |
| Gulnara Samitova-Galkina                                                                                     | 5 000 m        | 15:11.46 | 5 Q       | i.u.        | i.u.        | i.u.             | i.u.             | 15:56.97         | 12               |
| Gulnara Samitova-Galkina                                                                                     | 3 000 m hinder | 9:15.17  | 1 Q       | i.u.        | i.u.        | i.u.             | i.u.             | 8:58.81 VR       | 1                |
| Lilija Sjobuchova                                                                                            | 5 000 m        | 14:57.77 | 3 Q       | i.u.        | i.u.        | i.u.             | i.u.             | 15:46.62         | 6                |
| Tatiana Sibileva                                                                                             | 20 km gång     | i.u.     | i.u.      | i.u.        | i.u.        | i.u.             | i.u.             | 1:28:28          | 11               |
| Irina Timofejeva                                                                                             | Maraton        | i.u.     | i.u.      | i.u.        | i.u.        | i.u.             | i.u.             | 2:27:31          | 7                |
| Jekaterina Volkova                                                                                           | 3 000 m hinder | 9:23.06  | 3 Q       | i.u.        | i.u.        | i.u.             | i.u.             | 9:07.64          | 3                |
| Jelena Zadorozjnaja                                                                                          | 5 000 m        | DNF      | DNF       | i.u.        | i.u.        | i.u.             | i.u.             | Gick inte vidare | Gick inte vidare |
| Svetlana Zacharova                                                                                           | Maraton        | i.u.     | i.u.      | i.u.        | i.u.        | i.u.             | i.u.             | 2:32:16          | 22               |
| Julia Tjermosjanskaja Aleksandra Fedoriva Julia Gusjtjina Jevgenia Poljakova                                 | 4 x 100 m      | i.u.     | i.u.      | i.u.        | i.u.        | i.u.             | i.u.             | DSQ              | DSQ              |
| Tatiana Firova Julia Gusjtjina Anastasia Kapatjinskaja Ljudmila Litvinova Jelena Migunova Tatjana Vesjkurova | 4 x 400 m      | i.u.     | i.u.      | i.u.        | i.u.        | i.u.             | i.u.             | DSQ              | DSQ              |

Fältgrenar
| Idrottare           | Gren           | Kval  | Kval      | Final            | Final            |
| Idrottare           | Gren           | Längd | Placering | Längd            | Placering        |
| ------------------- | -------------- | ----- | --------- | ---------------- | ---------------- |
| Maria Abakumova     | Spjutkastning  | 63.48 | 4 Q       | 70.78 NR         | 2                |
| Anna Bulgakova      | Släggkastning  | 68.04 | 20        | Gick inte vidare | Gick inte vidare |
| Anna Tjitjerova     | Höjdhopp       | i.u.  | i.u.      | i.u.             | DSQ              |
| Svetlana Feofanova  | Stavhopp       | 4.50  | 6 q       | 4.75             | 3                |
| Julia Golubtjikova  | Stavhopp       | 4.50  | 10 q      | 4.75             | 4                |
| Viktoria Gurova     | Tresteg        | 14.78 | 3 Q       | 14.77            | 7                |
| Jelena Isinbajeva   | Stavhopp       | 4.60  | 1 Q       | 5.05 VR          | 1                |
| Olga Ivanova        | Kulstötning    | 18.46 | 15 Q      | 18.44            | 9                |
| Irina Chudorosjkina | Kulstötning    | 16.84 | 25        | Gick inte vidare | Gick inte vidare |
| Jelena Konevtseva   | Släggkastning  | 67.83 | 22        | Gick inte vidare | Gick inte vidare |
| Tatiana Kotova      | Längdhopp      | 6.57  | 14        | Gick inte vidare | Gick inte vidare |
| Tatiana Lebedeva    | Längdhopp      | i.u.  | i.u.      | i.u.             | DSQ              |
| Tatiana Lebedeva    | Tresteg        | i.u.  | i.u.      | i.u.             | DSQ              |
| Anna Omarova        | Kulstötning    | 18.74 | 8 Q       | 19.08            | 6                |
| Jelena Prijma       | Släggkastning  | 70.69 | 9 q       | 69.72            | 10               |
| Anna Pjatych        | Tresteg        | 14.45 | 8 Q       | 14.73            | 8                |
| Natalia Sadova      | Diskuskastning | 58.11 | 25        | Gick inte vidare | Gick inte vidare |
| Svetlana Sajkina    | Diskuskastning | 59.48 | 16        | Gick inte vidare | Gick inte vidare |
| Svetlana Sjkolina   | Höjdhopp       | 1.93  | 8 q       | 1.93             | 14               |
| Jelena Slesarenko   | Höjdhopp       | 1.93  | 14 q      | 2.01             | 4                |
| Oksana Udmurtova    | Längdhopp      | 6.63  | 7 q       | 6.70             | 6                |
| Maria Jakovenko     | Spjutkastning  | 51.67 | 47        | Gick inte vidare | Gick inte vidare |
| Oksana Jesiptjuk    | Diskuskastning | 55.07 | 32        | Gick inte vidare | Gick inte vidare |

Kombinerade grenar – Sjukamp
| Mångkampare      | Gren     | 100H  | HJ   | SP    | 200 m | LJ   | JT    | 800 m   | Final   | Placering |
| ---------------- | -------- | ----- | ---- | ----- | ----- | ---- | ----- | ------- | ------- | --------- |
| Anna Bogdanova   | Resultat | 13.09 | 1.86 | 14.08 | 24.24 | 6.45 | 35.41 | 2:09.45 | 6465 PB | 6*        |
| Anna Bogdanova   | Poäng    | 1111  | 1054 | 799   | 958   | 991  | 579   | 973     | 6465 PB | 6*        |
| Tatiana Tjernova | Resultat | i.u.  | i.u. | i.u.  | i.u.  | i.u. | i.u.  | i.u.    | i.u.    | DSQ       |
| Tatiana Tjernova | Poäng    | i.u.  | i.u. | i.u.  | i.u.  | i.u. | i.u.  | i.u.    | i.u.    | DSQ       |
| Olga Kurban      | Resultat | 13.77 | 1.77 | 13.84 | 24.34 | 5.97 | 42.85 | 2:13.59 | 6192    | 13*       |
| Olga Kurban      | Poäng    | 1011  | 941  | 783   | 948   | 840  | 722   | 913     | 6192    | 13*       |

## Fäktning
- Huvudartikel: Fäktning vid olympiska sommarspelen 2008

Herrar
| Idrottare                                               | Gren                | Omgång 1                | Sextondelsfinal        | Åttondelsfinal    | Kvartsfinal       | Semifinal         | Final / BM        | Final / BM       |
| Idrottare                                               | Gren                | Motståndare Poäng       | Motståndare Poäng      | Motståndare Poäng | Motståndare Poäng | Motståndare Poäng | Motståndare Poäng | Placering        |
| ------------------------------------------------------- | ------------------- | ----------------------- | ---------------------- | ----------------- | ----------------- | ----------------- | ----------------- | ---------------- |
| Anton Avdejev                                           | Värja, individuellt | BYE                     | Robeiri (FRA) L 11–15  | Gick inte vidare  | Gick inte vidare  | Gick inte vidare  | Gick inte vidare  | Gick inte vidare |
| Nikolaj Kovaljov                                        | Sabel, individuellt | O'Connell (GBR) W 15–14 | Marti (ESP) L 12–15    | Gick inte vidare  | Gick inte vidare  | Gick inte vidare  | Gick inte vidare  | Gick inte vidare |
| Stanislav Pozdnjakov                                    | Sabel, individuellt | BYE                     | Lopez (FRA) L 8–15     | Gick inte vidare  | Gick inte vidare  | Gick inte vidare  | Gick inte vidare  | Gick inte vidare |
| Aleksej Jakimenko                                       | Sabel, individuellt | BYE                     | Buikevitj (BLR) L 9–15 | Gick inte vidare  | Gick inte vidare  | Gick inte vidare  | Gick inte vidare  | Gick inte vidare |
| Nikolaj Kovaljov Stanislav Pozdnjakov Aleksej Jakimenko | Sabel, lag          | i.u.                    | i.u.                   | i.u.              | Kina W 45–36      | USA L 44–45       | Italien L 44–45   | 4                |

Damer
| Idrottare                                                                 | Gren                  | Omgång 1          | Sextondelsfinal          | Åttondelsfinal         | Kvartsfinal            | Semifinal                                  | Final / BM                    | Final / BM       |
| Idrottare                                                                 | Gren                  | Motståndare Poäng | Motståndare Poäng        | Motståndare Poäng      | Motståndare Poäng      | Motståndare Poäng                          | Motståndare Poäng             | Placering        |
| ------------------------------------------------------------------------- | --------------------- | ----------------- | ------------------------ | ---------------------- | ---------------------- | ------------------------------------------ | ----------------------------- | ---------------- |
| Tatjana Logunova                                                          | Värja, individuellt   | i.u.              | Samuelsson (SWE) L 6–15  | Gick inte vidare       | Gick inte vidare       | Gick inte vidare                           | Gick inte vidare              | Gick inte vidare |
| Ljubov Sjutova                                                            | Värja, individuellt   | i.u.              | BYE                      | Szász (HUN) W 15–12    | Brânză (ROU) L 13–15   | Gick inte vidare                           | Gick inte vidare              | Gick inte vidare |
| Aida Sjanajeva                                                            | Florett, individuellt | BYE               | Gruchała (POL) W 12–11   | Trillini (ITA) L 3–15  | Gick inte vidare       | Gick inte vidare                           | Gick inte vidare              | Gick inte vidare |
| Jevgenija Lamonova                                                        | Florett, individuellt | BYE               | Schache (GER) W 15–2     | Mohamed (HUN) W 15–5   | Granbassi (ITA) L 7–12 | Gick inte vidare                           | Gick inte vidare              | Gick inte vidare |
| Viktorija Nikisjina                                                       | Florett, individuellt | BYE               | Hatuel (ISR) W 10–9      | Granbassi (ITA) L 4–11 | Gick inte vidare       | Gick inte vidare                           | Gick inte vidare              | Gick inte vidare |
| Svetlana Bojko Aida Sjanajeva Jevgenija Lamonova Viktorija Nikisjina      | Florett, lag          | i.u.              | i.u.                     | i.u.                   | Egypten W 45–23        | Italien W 22–21                            | USA W 28–21                   | 1                |
| Jekaterina Djatjenko                                                      | Sabel, individuellt   | BYE               | Hisagae (JPN) W 15–10    | Chomrova (UKR) L 14–15 | Gick inte vidare       | Gick inte vidare                           | Gick inte vidare              | Gick inte vidare |
| Jelena Netjajeva                                                          | Sabel, individuellt   | BYE               | Wieckowska (POL) L 12–15 | Gick inte vidare       | Gick inte vidare       | Gick inte vidare                           | Gick inte vidare              | Gick inte vidare |
| Sofja Velikaja                                                            | Sabel, individuellt   | BYE               | Pundjk (UKR) W 15–7      | Bianco (ITA) W 15–6    | Xue T (CHN) W 15–9     | Jacobson (USA) L 11–15                     | Ward (USA) (2) L 14–15        | 4                |
| Jekaterina Djatjenko Jekaterina Fedorkina Jelena Netjajeva Sofja Velikaja | Sabel, lag            | i.u.              | i.u.                     | i.u.                   | Ukraina L 34–45        | Klassificeringssemifinal Sydafrika W 45–13 | 5:e plats-final Polen W 45–36 | 5                |

## Gymnastik
- Huvudartikel: Gymnastik vid olympiska sommarspelen 2008

### Artistisk gymnastik
Herrar
Lag
| Gymnast               | Gren | Kval     | Kval    | Kval    | Kval     | Kval     | Kval    | Kval    | Kval      | Final   | Final   | Final   | Final   | Final   | Final   | Final   | Final     |
| Gymnast               | Gren | Redskap  | Redskap | Redskap | Redskap  | Redskap  | Redskap | Totalt  | Placering | Redskap | Redskap | Redskap | Redskap | Redskap | Redskap | Totalt  | Placering |
| Gymnast               | Gren | F        | PH      | R       | V        | PB       | HB      | Totalt  | Placering | F       | PH      | R       | V       | PB      | HB      | Totalt  | Placering |
| --------------------- | ---- | -------- | ------- | ------- | -------- | -------- | ------- | ------- | --------- | ------- | ------- | ------- | ------- | ------- | ------- | ------- | --------- |
| Maksim Devjatovskij   | Lag  | 15.300   | 13.300  | 15.375  | 15.825   | 15.425   | 15.125  | 90.350  | 14 Q      | 15.175  | 13.575  | 15.450  | 15.525  | i.u.    | 14.325  | i.u.    | i.u.      |
| Anton Golotsutskov    | Lag  | 15.300 Q | 12.325  | 15.075  | 16.550 Q | i.u.     | 14.300  | i.u.    | i.u.      | 15.650  | i.u.    | i.u.    | 16.575  | i.u.    | i.u.    | i.u.    | i.u.      |
| Sergej Chorochordin   | Lag  | 14.975   | 14.800  | 15.075  | 15.725   | 15.875   | 15.350  | 91.800  | 7 Q       | 15.225  | 13.825  | i.u.    | i.u.    | 15.675  | 14.575  | i.u.    | i.u.      |
| Nikolaj Kryukov       | Lag  | i.u.     | 14.850  | i.u.    | 16.200   | 16.175 Q | 15.050  | i.u.    | i.u.      | i.u.    | 15.475  | i.u.    | 16.050  | 16.150  | i.u.    | i.u.    | i.u.      |
| Konstantin Pluzjnikov | Lag  | 14.450   | i.u.    | 14.275  | i.u.     | 14.950   | i.u.    | i.u.    | i.u.      | i.u.    | i.u.    | 15.250  | i.u.    | i.u.    | i.u.    | i.u.    | i.u.      |
| Jurij Rjazanov        | Lag  | 14.600   | 14.450  | 15.100  | 15.550   | 15.625   | 14.800  | 90.125  | 17*       | i.u.    | i.u.    | 15.250  | i.u.    | 15.475  | 15.075  | i.u.    | i.u.      |
| Totalt                | Lag  | 60.475   | 57.400  | 60.625  | 64.300   | 63.100   | 60.325  | 366.225 | 3 Q       | 46.050  | 42.875  | 45.950  | 48.150  | 47.300  | 43.975  | 274.300 | 6         |

Individuella finaler
| Gymnast             | Gren       | Redskap | Redskap | Redskap | Redskap | Redskap | Redskap | Totalt | Placering |
| Gymnast             | Gren       | F       | PH      | R       | V       | PB      | HB      | Totalt | Placering |
| ------------------- | ---------- | ------- | ------- | ------- | ------- | ------- | ------- | ------ | --------- |
| Maksim Devjatovskij | Mångkamp   | 15.225  | 15.200  | 15.625  | 15.225  | 15.325  | 15.100  | 91.700 | 6         |
| Anton Golotsutskov  | Fristående | 15.725  | i.u.    | i.u.    | i.u.    | i.u.    | i.u.    | 15.725 | 3         |
| Anton Golotsutskov  | Hopp       | i.u.    | i.u.    | i.u.    | 16.475  | i.u.    | i.u.    | 16.475 | 3         |
| Sergej Chorochordin | Mångkamp   | 15.150  | 15.100  | 15.400  | 15.300  | 15.700  | 15.050  | 91.700 | 5         |
| Nikolaj Krjukov     | Barr       | i.u.    | i.u.    | i.u.    | i.u.    | 15.150  | i.u.    | 15.150 | 8         |

Damer
Lag
| Gymnast               | Gren        | Kval     | Kval     | Kval     | Kval     | Kval    | Kval      | Final   | Final   | Final   | Final   | Final   | Final     |
| Gymnast               | Gren        | Redskap  | Redskap  | Redskap  | Redskap  | Totalt  | Placering | Redskap | Redskap | Redskap | Redskap | Totalt  | Placering |
| Gymnast               | Gren        | F        | V        | UB       | BB       | Totalt  | Placering | F       | V       | UB      | BB      | Totalt  | Placering |
| --------------------- | ----------- | -------- | -------- | -------- | -------- | ------- | --------- | ------- | ------- | ------- | ------- | ------- | --------- |
| Ksenija Afanasieva    | Lagmångkamp | 15.025   | 15.175   | 14.825   | 15.775 Q | 60.800  | 6*        | 15.075  | 14.925  | 14.375  | i.u.    | i.u.    | i.u.      |
| Ljudmila Jezjova      | Lagmångkamp | i.u.     | i.u.     | i.u.     | 14.600   | i.u.    | i.u.      | i.u.    | i.u.    | i.u.    | 14.575  | i.u.    | i.u.      |
| Svetlana Kljukina     | Lagmångkamp | 13.950   | 15.175   | 14.975   | i.u.     | i.u.    | i.u.      | i.u.    | 15.150  | i.u.    | i.u.    | i.u.    | i.u.      |
| Jekaterina Kramarenko | Lagmångkamp | 15.150 Q | 15.150   | 15.500   | 14.625   | 60.425  | 10*       | 15.125  | i.u.    | 15.575  | i.u.    | i.u.    | i.u.      |
| Anna Pavlova          | Lagmångkamp | 15.125   | 15.350 Q | 14.600 Q | 15.825 Q | 60.900  | 5 Q       | 13.850  | 15.200  | i.u.    | 15.100  | i.u.    | i.u.      |
| Ksenija Semjonova     | Lagmångkamp | 14.472   | 14.750   | 16.425   | 15.775   | 61.475  | 4 Q       | i.u.    | i.u.    | 16.450  | 15.225  | i.u.    | i.u.      |
| Totalt                | Lagmångkamp | 59.775   | 60.850   | 61.775   | 62.000   | 244.400 | 3 Q       | 43.350  | 45.425  | 46.950  | 44.900  | 180.625 | 4         |

Individuella finaler
| Gymnast               | Gren       | Redskap | Redskap | Redskap | Redskap | Totalt | Placering |
| Gymnast               | Gren       | F       | V       | UB      | BB      | Totalt | Placering |
| --------------------- | ---------- | ------- | ------- | ------- | ------- | ------ | --------- |
| Ksenija Afanasieva    | Bom        | i.u.    | i.u.    | i.u.    | 14.825  | 14.825 | 7         |
| Jekaterina Kramarenko | Fristående | 15.025  | i.u.    | i.u.    | i.u.    | 15.025 | 5         |
| Anna Pavlova          | Mångkamp   | 15.050  | 15.275  | 14.525  | 15.975  | 60.825 | 7         |
| Anna Pavlova          | Fristående | 14.125  | i.u.    | i.u.    | i.u.    | 14.125 | 8         |
| Anna Pavlova          | Hopp       | i.u.    | 7.812   | i.u.    | i.u.    | 7.812  | 8         |
| Anna Pavlova          | Bom        | i.u.    | i.u.    | i.u.    | 15.900  | 15.900 | 4         |
| Ksenija Semjonova     | Mångkamp   | 14.775  | 14.850  | 16.475  | 15.925  | 61.925 | 4         |
| Ksenija Semjonova     | Barr       | i.u.    | i.u.    | 16.325  | i.u.    | 16.325 | 6         |

### Rytmisk gymnastik
| Gymnast            | Gren         | Kval   | Kval     | Kval   | Kval   | Kval   | Kval      | Final  | Final    | Final  | Final  | Final  | Final     |
| Gymnast            | Gren         | Rep    | Tunnband | Käglor | Band   | Total  | Placering | Rep    | Tunnband | Käglor | Band   | Totalt | Placering |
| ------------------ | ------------ | ------ | -------- | ------ | ------ | ------ | --------- | ------ | -------- | ------ | ------ | ------ | --------- |
| Jevgenija Kanajeva | Individuellt | 17.850 | 18.700   | 18.700 | 18.825 | 74.075 | 1 Q       | 18.850 | 18.850   | 18.950 | 18.850 | 75.500 | 1         |
| Olga Kapranova     | Individuellt | 18.350 | 18.475   | 18.200 | 17.875 | 72.900 | 2 Q       | 18.200 | 18.500   | 16.950 | 18.050 | 71.700 | 4         |

| Gymnast                                                                                            | Gren  | Kval   | Kval                | Kval   | Kval      | Final  | Final               | Final  | Final     |
| Gymnast                                                                                            | Gren  | 5 rep  | 3 tunnband 2 käglor | Totalt | Placering | 5 rep  | 3 tunnband 2 käglor | Total  | Placering |
| -------------------------------------------------------------------------------------------------- | ----- | ------ | ------------------- | ------ | --------- | ------ | ------------------- | ------ | --------- |
| Margarita Alijtjuk Anna Gavrilenko Tatiana Gorbunova Elena Posevina Darja Sjkurihina Natalia Zueva | Trupp | 17.000 | 17.700              | 34.700 | 2 Q       | 17.750 | 17.800              | 35.550 | 1         |

### Trampolin
| Gymnast           | Gren   | Kval  | Kval      | Final            | Final            |
| Gymnast           | Gren   | Poäng | Placering | Poäng            | Placering        |
| ----------------- | ------ | ----- | --------- | ---------------- | ---------------- |
| Alexander Rusakov | Herrar | 69.90 | 6 Q       | 38.50            | 7                |
| Dmitrj Usjakov    | Herrar | 71.50 | 3 Q       | 38.80            | 6                |
| Natalia Tjernova  | Damer  | 63.00 | 11        | Gick inte vidare | Gick inte vidare |
| Irina Karavaeva   | Damer  | 66.40 | 2 Q       | 36.20            | 5                |

## Handboll
- Huvudartikel: Handboll vid olympiska sommarspelen 2008

Damer
| Nr | Pos. | Namn                   | Födelsedatum (ålder)      | Klubb               |
| -- | ---- | ---------------------- | ------------------------- | ------------------- |
| 1  | MV   | Inna Suslina           | 5 januari 1979 (29 år)    | Zvezda Zvenigorod   |
| 3  | MB   | Irina Poltoratskaja    | 2 mars 1979 (29 år)       | Zvezda Zvenigorod   |
| 4  | P    | Oxana Romenskaja       | 6 juni 1976 (32 år)       | Zvezda Zvenigorod   |
| 5  | HB   | Ljudmila Postnova      | 11 augusti 1984 (23 år)   | Lada Togliatti      |
| 6  | VB   | Anna Kareyeva          | 10 maj 1977 (31 år)       | Zvezda Zvenigorod   |
| 8  | MB   | Jekaterina Andrjusjina | 17 augusti 1985 (22 år)   | Zvezda Zvenigorod   |
| 9  | VY   | Jana Uskova            | 28 september 1985 (22 år) | RK Krim             |
| 10 | HB   | Jelena Polenova        | 20 augusti 1983 (24 år)   | Zvezda Zvenigorod   |
| 11 | VY   | Emiliia Turei          | 6 oktober 1984 (23 år)    | Slagelse Dream Team |
| 12 | P    | Natalia Sjipilova      | 31 december 1979 (28 år)  | Zvezda Zvenigorod   |
| 16 | MV   | Maria Sidorova         | 21 november 1979 (28 år)  | Lada Togliatti      |
| 17 | VY   | Jekaterina Marennikova | 29 april 1982 (26 år)     | Lada Togliatti      |
| 19 | VY   | Jelena Dmitrijeva      | 1 juli 1983 (25 år)       | Zvezda Zvenigorod   |
| 24 | HB   | Irina Bliznova         | 6 oktober 1986 (21 år)    | Lada Togliatti      |

Gruppspel
| Nr | Land      | SM | V | O | F | GM  | IM  | MS  | Poäng |
| -- | --------- | -- | - | - | - | --- | --- | --- | ----- |
| 1  | Ryssland  | 5  | 4 | 1 | 0 | 148 | 125 | +23 | 9     |
| 2  | Sydkorea  | 5  | 3 | 1 | 1 | 155 | 127 | +28 | 7     |
| 3  | Ungern    | 5  | 2 | 1 | 2 | 129 | 142 | -13 | 5     |
| 4  | Sverige   | 5  | 2 | 0 | 3 | 123 | 137 | -14 | 4     |
| 5  | Brasilien | 5  | 1 | 1 | 2 | 124 | 137 | -13 | 3     |
| 6  | Tyskland  | 5  | 1 | 0 | 4 | 123 | 134 | -11 | 2     |

Slutspel
|  | Kvartsfinal | Kvartsfinal | Kvartsfinal |       |               | Semifinal | Semifinal | Semifinal |            |            | Final      | Final      | Final |
|  |             |             |             |       |               |           |           |           |            |            |            |            |       |
|  | A2          | Rumänien    | 30          |       |               |           |           |           |            |            |            |            |       |
|  | B3          | Ungern      | 34          |       |               |           |           |           |            |            |            |            |       |
|  | B3          | Ungern      | 34          |       | B3            | Ungern    | 20        |           |            |            |            |            |       |
|  |             |             |             |       | B3            | Ungern    | 20        |           |            |            |            |            |       |
|  |             | B1          | Ryssland    | 22    |               |           |           |           |            |            |            |            |       |
|  | B1          | B1          | Ryssland    | 22    | Ryssland(2ÖT) | 32        |           |           |            |            |            |            |       |
|  | B1          |             |             |       | Ryssland(2ÖT) | 32        |           |           |            |            |            |            |       |
|  | A4          | Frankrike   | 31          |       |               |           |           |           |            |            |            |            |       |
|  |             |             |             |       |               |           |           |           |            |            | B1         | Ryssland   | 27    |
|  |             |             | A1          | Norge | 34            |           |           |           |            |            |            |            |       |
|  | B2          | Sydkorea    | 31          |       |               |           |           |           |            |            |            |            |       |
|  | A3          | Kina        | 23          |       |               |           |           |           |            |            |            |            |       |
|  | A3          | Kina        | 23          |       | B2            | Sydkorea  | 28        |           | Bronsmatch | Bronsmatch | Bronsmatch | Bronsmatch |       |
|  |             |             |             |       | B2            | Sydkorea  | 28        |           | Bronsmatch | Bronsmatch | Bronsmatch | Bronsmatch |       |
|  |             | A1          | Norge       | 29    |               |           |           |           |            |            |            |            |       |
|  | A1          | A1          | Norge       | 29    | Norge         | 31        |           | B3        | Ungern     | 28         |            |            |       |
|  | A1          |             |             |       | Norge         | 31        |           | B3        | Ungern     | 28         |            |            |       |
|  | B4          | Sverige     | 24          |       |               |           |           |           |            |            | B2         | Sydkorea   | 33    |

Herrar
| Nr | Pos. | Namn                   | Födelsedatum (ålder)     | Klubb                   |
| -- | ---- | ---------------------- | ------------------------ | ----------------------- |
| 1  | MV   | Oleg Grams             | 20 februari 1984 (24 år) | GK Tjechovskije Medvedi |
| 2  | MB   | Vasily Filippov        | 18 januari 1981 (27 år)  | GK Tjechovskije Medvedi |
| 6  | HB   | Denis Krivoshlykov     | 10 maj 1971 (37 år)      | CB Ademar León          |
| 8  | P    | Egor Evdokimov         | 9 mars 1982 (26 år)      | GK Tjechovskije Medvedi |
| 10 | P    | Alexander Chernoivanov | 13 februari 1979 (29 år) | GK Tjechovskije Medvedi |
| 15 | VB   | Aleksej Rastvortsev    | 12 augusti 1978 (29 år)  | GK Tjechovskije Medvedi |
| 16 | MV   | Alexey Kostygov        | 5 juli 1973 (35 år)      | GK Tjechovskije Medvedi |
| 17 | HB   | Alexey Kamanin         | 6 juni 1978 (30 år)      | GK Tjechovskije Medvedi |
| 19 | VB   | Samvel Aslanyan        | 23 februari 1986 (22 år) | GK Tjechovskije Medvedi |
| 23 | VY   | Eduard Koksjarov       | 4 december 1975 (32 år)  | RK Celje                |
| 25 | HY   | Dmitry Kovalev         | 15 maj 1982 (26 år)      | GK Tjechovskije Medvedi |
| 31 | VY   | Timur Dibirov          | 30 juli 1983 (25 år)     | GK Tjechovskije Medvedi |
| 35 | HB   | Konstantin Igropulo    | 14 april 1985 (23 år)    | GK Tjechovskije Medvedi |
| 77 | MB   | Vitalij Ivanov         | 3 februari 1976 (32 år)  | GK Tjechovskije Medvedi |

Gruppspel
| Nr | Land     | SM | V | O | F | GM  | IM  | MS | Poäng |
| -- | -------- | -- | - | - | - | --- | --- | -- | ----- |
| 1  | Sydkorea | 5  | 3 | 0 | 2 | 122 | 129 | -7 | 6     |
| 2  | Danmark  | 5  | 2 | 2 | 1 | 137 | 131 | +6 | 5     |
| 3  | Island   | 5  | 2 | 2 | 1 | 151 | 146 | +5 | 6     |
| 4  | Ryssland | 5  | 2 | 1 | 2 | 136 | 131 | +5 | 5     |
| 5  | Tyskland | 5  | 2 | 1 | 2 | 126 | 130 | -4 | 6     |
| 6  | Egypten  | 5  | 0 | 2 | 3 | 127 | 132 | -5 | 2     |

Slutspel
|  | Kvartsfinal | Kvartsfinal | Kvartsfinal |           |           | Semifinal | Semifinal | Semifinal |            |            | Final      | Final      | Final |
|  |             |             |             |           |           |           |           |           |            |            |            |            |       |
|  | A2          | Polen       | 30          |           |           |           |           |           |            |            |            |            |       |
|  | B3          | Island      | 32          |           |           |           |           |           |            |            |            |            |       |
|  | B3          | Island      | 32          |           | B3        | Island    | 36        |           |            |            |            |            |       |
|  |             |             |             |           | B3        | Island    | 36        |           |            |            |            |            |       |
|  |             | A4          | Spanien     | 30        |           |           |           |           |            |            |            |            |       |
|  | B1          | A4          | Spanien     | 30        | Sydkorea  | 24        |           |           |            |            |            |            |       |
|  | B1          |             |             |           | Sydkorea  | 24        |           |           |            |            |            |            |       |
|  | A4          | Spanien     | 29          |           |           |           |           |           |            |            |            |            |       |
|  |             |             |             |           |           |           |           |           |            |            | B3         | Island     | 23    |
|  |             |             | A1          | Frankrike | 28        |           |           |           |            |            |            |            |       |
|  | B2          | Danmark     | 24          |           |           |           |           |           |            |            |            |            |       |
|  | A3          | Kroatien    | 26          |           |           |           |           |           |            |            |            |            |       |
|  | A3          | Kroatien    | 26          |           | A3        | Kroatien  | 23        |           | Bronsmatch | Bronsmatch | Bronsmatch | Bronsmatch |       |
|  |             |             |             |           | A3        | Kroatien  | 23        |           | Bronsmatch | Bronsmatch | Bronsmatch | Bronsmatch |       |
|  |             | A1          | Frankrike   | 25        |           |           |           |           |            |            |            |            |       |
|  | A1          | A1          | Frankrike   | 25        | Frankrike | 27        |           | A4        | Spanien    | 35         |            |            |       |
|  | A1          |             |             |           | Frankrike | 27        |           | A4        | Spanien    | 35         |            |            |       |
|  | B4          | Ryssland    | 24          |           |           |           |           |           |            |            | A3         | Kroatien   | 29    |

## Judo
Herrar
| Idrottare        | Gren                     | Inledande omgång     | Sextondelsfinal                 | Åttondelsfinal            | Kvartsfinal                  | Semifinal                    | Återkval 1           | Återkval 2                   | Återkval 3                | Final / BM                   | Final / BM       |
| Idrottare        | Gren                     | Motståndare Resultat | Motståndare Resultat            | Motståndare Resultat      | Motståndare Resultat         | Motståndare Resultat         | Motståndare Resultat | Motståndare Resultat         | Motståndare Resultat      | Motståndare Resultat         | Placering        |
| ---------------- | ------------------------ | -------------------- | ------------------------------- | ------------------------- | ---------------------------- | ---------------------------- | -------------------- | ---------------------------- | ------------------------- | ---------------------------- | ---------------- |
| Ruslan Kishmakov | Extra lättvikt (-60 kg)  | BYE                  | Khousrof (YEM) W 0200–0000      | Liu (CHN) W 0100–0000     | Dragin (FRA) L 0000–0002     | Gick inte vidare             | BYE                  | Yekutiel (ISR) L 0000–0001   | Gick inte vidare          | Gick inte vidare             | Gick inte vidare |
| Alim Gadanov     | Halv lättvikt (-66 kg)   | BYE                  | Gasimov (AZE) W 0120–0101       | Ungvári (HUN) W 0011–0002 | Darbelet (FRA) L 0010–1010   | Gick inte vidare             | BYE                  | Mehmedovic (CAN) W 1000–0000 | Casale (ITA) W 1002–0010  | Arencibia (CUB) L 0001–0010  | 5                |
| Salamu Mezhidov  | Lättvikt (-73 kg)        | i.u.                 | Bilodid (UKR) L 0000–1000       | Gick inte vidare          | Gick inte vidare             | Gick inte vidare             | Gick inte vidare     | Gick inte vidare             | Gick inte vidare          | Gick inte vidare             | Gick inte vidare |
| Alibek Bashkaev  | Halv mellanvikt (-81 kg) | BYE                  | Attaf (MAR) L 0001–1000         | Gick inte vidare          | Gick inte vidare             | Gick inte vidare             | Gick inte vidare     | Gick inte vidare             | Gick inte vidare          | Gick inte vidare             | Gick inte vidare |
| Ivan Pershin     | Mellanvikt (-90 kg)      | i.u.                 | Trezise (RSA) W 1000–0000       | Rosati (ARG) W 1000–0000  | Kazusionak (BLR) W 1010–0000 | Tsirekidze (GEO) L 0000–1002 | BYE                  | BYE                          | BYE                       | Aschwanden (SUI) L 0020–1000 | 5                |
| Ruslan Gasymov   | Halv tungvikt (-100 kg)  | i.u.                 | Behrla (GER) L 0001–1100        | Gick inte vidare          | Gick inte vidare             | Gick inte vidare             | Gick inte vidare     | Gick inte vidare             | Gick inte vidare          | Gick inte vidare             | Gick inte vidare |
| Tamerlan Tmenov  | Tungvikt (+100 kg)       | BYE                  | van der Geest (NED) W 0101–0000 | Pan S (CHN) W 0200–0000   | Ishii (JPN) L 0000–1100      | Gick inte vidare             | BYE                  | Bianchessi (ITA) W 0010–0000 | Roudaki (IRI) L 0001–1010 | Gick inte vidare             | Gick inte vidare |

Damer
| Idrottare          | Gren                     | Sextondelsfinal                | Åttondelsfinal             | Kvartsfinal          | Semifinal            | Återkval 1                    | Återkval 2                | Återkval 3                | Final / BM             | Final / BM       |
| Idrottare          | Gren                     | Motståndare Resultat           | Motståndare Resultat       | Motståndare Resultat | Motståndare Resultat | Motståndare Resultat          | Motståndare Resultat      | Motståndare Resultat      | Motståndare Resultat   | Placering        |
| ------------------ | ------------------------ | ------------------------------ | -------------------------- | -------------------- | -------------------- | ----------------------------- | ------------------------- | ------------------------- | ---------------------- | ---------------- |
| Lyudmila Bogdanova | Extra lättvikt (-48 kg)  | BYE                            | Bermoy (CUB) L 0001–0010   | Gick inte vidare     | Gick inte vidare     | Miranda (ECU) W 1000–0010     | Baschin (GER) W 0001–0000 | Hormigo (POR) W 0100–0001 | Tani (JPN) L 0000–0001 | 5                |
| Anna Kharitonova   | Halv lättvikt (-52 kg)   | BYE                            | Monteiro (POR) L 0000–0211 | Gick inte vidare     | Gick inte vidare     | Gick inte vidare              | Gick inte vidare          | Gick inte vidare          | Gick inte vidare       | Gick inte vidare |
| Vera Koval         | Halv mellanvikt (-63 kg) | Willeboordse (NED) L 0010–0012 | Gick inte vidare           | Gick inte vidare     | Gick inte vidare     | Gick inte vidare              | Gick inte vidare          | Gick inte vidare          | Gick inte vidare       | Gick inte vidare |
| Yulia Kuzina       | Mellanvikt (-70 kg)      | BYE                            | Mészáros (HUN) L 0002–0010 | Gick inte vidare     | Gick inte vidare     | Gick inte vidare              | Gick inte vidare          | Gick inte vidare          | Gick inte vidare       | Gick inte vidare |
| Vera Moskalyuk     | Halv tungvikt (-78 kg)   | San Miguel (ESP) L 0000–0002   | Gick inte vidare           | Gick inte vidare     | Gick inte vidare     | Silva (BRA) L 0000–0021       | Gick inte vidare          | Gick inte vidare          | Gick inte vidare       | Gick inte vidare |
| Tea Donguzashvili  | Tungvikt (+78 kg)        | Tong W (CHN) L 0000–1000       | Gick inte vidare           | Gick inte vidare     | Gick inte vidare     | Prokof'yeva (UKR) W 0100–0000 | Kim N-Y (KOR) L 0000–1000 | Gick inte vidare          | Gick inte vidare       | Gick inte vidare |

## Kanotsport
Slalom
| Alexander Lipatov                 | Herrarnas C-1 slalom | 87.65 | 5 | 90.51  | 11 | 178.16 | 9 Q | 94.16            | 10               | Gick inte vidare | Gick inte vidare | Gick inte vidare | Gick inte vidare |
| Michail Kuznetsov Dmitrj Larionov | Herrarnas C-2 slalom | 98.43 | 7 | 97.65  | 6  | 196.08 | 6 Q | 98.57            | 4 Q              | 98.80            | 4                | 197.37           | 3                |
| Aleksandra Perova                 | Damernas K-1 slalom  | 93.41 | 2 | 166.04 | 21 | 259.45 | 18  | Gick inte vidare | Gick inte vidare | Gick inte vidare | Gick inte vidare | Gick inte vidare | Gick inte vidare |

Sprint
| Kanotist                                                            | Gren                 | Heat     | Heat      | Semifinal | Semifinal | Final            | Final            |
| Kanotist                                                            | Gren                 | Tid      | Placering | Tid       | Placering | Tid              | Placering        |
| ------------------------------------------------------------------- | -------------------- | -------- | --------- | --------- | --------- | ---------------- | ---------------- |
| Viktor Melantiev                                                    | Herrarnas C-1 1000 m | 4:03.316 | 5 QS      | 4:02.854  | 4         | Gick inte vidare | Gick inte vidare |
| Maksim Opalev                                                       | Herrarnas C-1 500 m  | 1:47.849 | 1 QF      | BYE       | BYE       | 1:47.140         | 1                |
| Anton Ryachov                                                       | Herrarnas K-1 500 m  | 1:37.666 | 2 QS      | 1:42.968  | 2 Q       | 1:38.187         | 5                |
| Anton Ryachov                                                       | Herrarnas K-1 1000 m | 3:38.381 | 4 QS      | 3:37.017  | 5         | Gick inte vidare | Gick inte vidare |
| Aleksandr Kostoglod Sergej Ulegin                                   | Herrarnas C-2 500 m  | 1:41.241 | 2 QF      | BYE       | BYE       | 1:41.282         | 2                |
| Aleksandr Kostoglod Sergej Ulegin                                   | Herrarnas C-2 1000 m | 3:41.291 | 3 QF      | BYE       | BYE       | 3:44.669         | 8                |
| Ilja Medvedev Jevgenij Salachov Anton Vasilev Konstantin Visjnyakov | Herrarnas K-4 1000 m | 2:59.518 | 4 QS      | 3:00.459  | 1 Q       | 3:00.654         | 8                |
| Juliana Salachova align=left\|Damernas K-1 500 m                    | 1:51.628             | 5 QS     | 1:53.603  | 2 Q       | 1:53.973  | 9                |                  |

## Konstsim
| Idrottare | Gren                | Teknisk rutin | Teknisk rutin | Fri rutin (inledande) | Fri rutin (inledande)  | Fri rutin (inledande) | Fri rutin (final) | Fri rutin (final)      | Fri rutin (final) |
| Idrottare | Gren                | Poäng         | Placering     | Poäng                 | Totalt (teknisk + fri) | Placering             | Placering         | Totalt (teknisk + fri) | Placering         |
| --- | ------------------- | ------------- | ------------- | --------------------- | ---------------------- | --------------------- | ----------------- | ---------------------- | ----------------- |
| Anastasia Davydova Anastasija Jermakova | Damernas duett      | 49.334        | 1             | 49.500                | 98.834                 | 1 Q                   | 49.917            | 99.251                 | 1                 |
| Anastasia Davydova Anastasija Jermakova Marija Gromova Natalia Isjtjenko Elvira Chasjanova Olga Kuzjela Jelena Ovtjinnikova Anna Sjorina Svetlana Romasjina | Damernas lagtävling | 49.500        | 1             | i.u.                  | i.u.                   | i.u.                  | 50.000            | 99.500                 | 1                 |

## Modern femkamp
| Idrottare               | Gren   | Skytte (10 meter luftpistol) | Skytte (10 meter luftpistol) | Skytte (10 meter luftpistol) | Fäktning (värja) | Fäktning (värja) | Fäktning (värja) | Simning (200 m frisim) | Simning (200 m frisim) | Simning (200 m frisim) | Ridsport (hästhoppning) | Ridsport (hästhoppning) | Ridsport (hästhoppning) | Löpning (3000 m) | Löpning (3000 m) | Löpning (3000 m) | Totalpoäng | Placering |
| Idrottare               | Gren   | Poäng                        | Placering                    | MF-poäng                     | Resultat         | Placering        | MF-poäng         | Tid                    | Placering              | MF-poäng               | Straff                  | Placering               | MF-poäng                | Tid              | Placering        | MF-poäng         | Totalpoäng | Placering |
| ----------------------- | ------ | ---------------------------- | ---------------------------- | ---------------------------- | ---------------- | ---------------- | ---------------- | ---------------------- | ---------------------- | ---------------------- | ----------------------- | ----------------------- | ----------------------- | ---------------- | ---------------- | ---------------- | ---------- | --------- |
| Ilia Frolov             | Herrar | 178                          | 22                           | 1072                         | 18–17            | 13               | 832              | 2:04,01                | 11                     | 1312                   | 372                     | 28                      | 828                     | 9:04,95          | 2                | 1224             | 5268       | 20        |
| Andrej Moiseev          | Herrar | 186                          | 5                            | 1168                         | 26–9             | 1                | 1024             | 2:02,55                | 6                      | 1332                   | 140                     | 15                      | 1060                    | 9:48,75          | 27               | 1048             | 5632       | 1         |
| Evdokia Gretchichnikova | Damer  | 178                          | 15                           | 1072                         | 20–15            | =11              | 880              | 2:26,37                | 29                     | 1164                   | 224                     | 32                      | 976                     | 10:43,65         | 15               | 1148             | 5240       | 25        |
| Tatiana Mouratova       | Damer  | 179                          | 14                           | 1084                         | 22–13            | =5               | 928              | 2:22,98                | 26                     | 1208                   | 92                      | 19                      | 1108                    | 10:49,35         | =18              | 1124             | 5452       | 12        |

## Ridsport

### Dressyr
| Idrottare           | Häst          | Gren                | Grand Prix | Grand Prix | Grand Prix Special | Grand Prix Special | Grand Prix Fristil | Grand Prix Fristil | Totalt           | Totalt           |
| Idrottare           | Häst          | Gren                | Poäng      | Placering  | Poäng              | Placering          | Poäng              | Placering          | Poäng            | Placering        |
| ------------------- | ------------- | ------------------- | ---------- | ---------- | ------------------ | ------------------ | ------------------ | ------------------ | ---------------- | ---------------- |
| Alexandra Korelova  | Balagur       | Individuell dressyr | 68,500     | 15 Q       | 71,400             | 5 Q                | 73,850             | 8                  | 72,625           | 6                |
| Tatiana Miloserdova | Wat A Feeling | Individuell dressyr | 61,875     | 37         | Gick inte vidare   | Gick inte vidare   | Gick inte vidare   | Gick inte vidare   | Gick inte vidare | Gick inte vidare |

### Fälttävlan
| Ryttare          | Häst    | Gren                   | Dressyr | Dressyr   | Terräng    | Terräng    | Terräng    | Hoppning         | Hoppning         | Hoppning         | Hoppning         | Hoppning         | Hoppning         | Totalt           | Totalt           |
| Ryttare          | Häst    | Gren                   | Dressyr | Dressyr   | Terräng    | Terräng    | Terräng    | Kval             | Kval             | Kval             | Final            | Final            | Final            | Totalt           | Totalt           |
| Ryttare          | Häst    | Gren                   | Straff  | Placering | Straff     | Totalt     | Placering  | Straff           | Totalt           | Placering        | Straff           | Totalt           | Placering        | Straff           | Placering        |
| ---------------- | ------- | ---------------------- | ------- | --------- | ---------- | ---------- | ---------- | ---------------- | ---------------- | ---------------- | ---------------- | ---------------- | ---------------- | ---------------- | ---------------- |
| Igor Atrohov     | Elkasar | Individuell fälttävlan | 65.20   | 64        | Eliminerad | Eliminerad | Eliminerad | Gick inte vidare | Gick inte vidare | Gick inte vidare | Gick inte vidare | Gick inte vidare | Gick inte vidare | Gick inte vidare | Gick inte vidare |
| Valery Martyshev | Kinzhal | Individuell fälttävlan | 64,40   | 62        | 60,40      | 124,80     | 52         | 12,00            | 136,80           | 48               | Gick inte vidare | Gick inte vidare | Gick inte vidare | 136,80           | 48               |

### Hoppning
| Ryttare          | Häst        | Gren                 | Kval     | Kval      | Kval     | Kval     | Kval      | Kval             | Kval             | Kval             | Final            | Final            | Final            | Final            | Final            | Totalt | Totalt    |
| Ryttare          | Häst        | Gren                 | Omgång 1 | Omgång 1  | Omgång 2 | Omgång 2 | Omgång 2  | Omgång 3         | Omgång 3         | Omgång 3         | Omgång A         | Omgång A         | Omgång B         | Omgång B         | Omgång B         | Totalt | Totalt    |
| Ryttare          | Häst        | Gren                 | Straff   | Placering | Straff   | Totalt   | Placering | Straff           | Totalt           | Placering        | Straff           | Placering        | Straff           | Totalt           | Placering        | Straff | Placering |
| ---------------- | ----------- | -------------------- | -------- | --------- | -------- | -------- | --------- | ---------------- | ---------------- | ---------------- | ---------------- | ---------------- | ---------------- | ---------------- | ---------------- | ------ | --------- |
| Lyubov Kochetova | Ilion Kilen | Individuell hoppning | 8        | 49        | 33       | 41       | 61        | Gick inte vidare | Gick inte vidare | Gick inte vidare | Gick inte vidare | Gick inte vidare | Gick inte vidare | Gick inte vidare | Gick inte vidare | 41     | 61        |

## Rodd
Herrar
| Idrottare                                                     | Gren          | Heat    | Heat      | Återkval | Återkval  | Semifinal | Semifinal | Final   | Final     | Final |
| Idrottare                                                     | Gren          | Tid     | Placering | Tid      | Placering | Tid       | Placering | Tid     | Placering |       |
| ------------------------------------------------------------- | ------------- | ------- | --------- | -------- | --------- | --------- | --------- | ------- | --------- | ----- |
| Alexander Kornilov Aleksei Svirin                             | Dubbelsculler | 6:44,46 | 4 R       | 6:23,52  | 1 SA/B    | 6:27,75   | 5 FB      | 6:49,84 | 11        |       |
| Sergei Fedorovtsev Nikita Morgatjev Igor Salov Nikolai Spinev | Scullerfyra   | 5:39,18 | 3 SA/B    | BYE      | BYE       | 5:59,56   | 5 FB      | 5:46,17 | 7         |       |

Damer
| Idrottare                                                    | Gren        | Heat    | Heat      | Återkval | Återkval  | Final   | Final     | Final |
| Idrottare                                                    | Gren        | Tid     | Placering | Tid      | Placering | Tid     | Placering |       |
| ------------------------------------------------------------ | ----------- | ------- | --------- | -------- | --------- | ------- | --------- | ----- |
| Oksana Dorodnova Julia Kalinovskaya Julia Levina Larisa Merk | Scullerfyra | 6:26,21 | 4 R       | 6:51,14  | 5 FB      | 6:28,10 | 7         |       |

## Segling
Herrar
| Seglare                                | Gren  | Lopp | Lopp | Lopp | Lopp | Lopp | Lopp | Lopp | Lopp | Lopp | Lopp | Lopp | Summerad poäng | Finalplacering |
| Seglare                                | Gren  | 1    | 2    | 3    | 4    | 5    | 6    | 7    | 8    | 9    | 10   | M*   | Summerad poäng | Finalplacering |
| -------------------------------------- | ----- | ---- | ---- | ---- | ---- | ---- | ---- | ---- | ---- | ---- | ---- | ---- | -------------- | -------------- |
| Aleksei Tokarev                        | RS:X  | 33   | 31   | 35   | 32   | 32   | 27   | 30   | 31   | 33   | 30   | EL   | 279            | 34             |
| Igor Lisovenko                         | Laser | 11   | 14   | 4    | 8    | 7    | 26   | 37   | 20   | 7    | CAN  | EL   | 93             | 11             |
| Maksim Sjeremetjev Michail Sjeremetjev | 470   | 27   | 21   | 22   | 21   | 24   | 12   | 11   | 11   | 18   | 17   | EL   | 157            | 20             |

M = Medaljlopp; EL = Eliminerad – gick inte vidare till medaljloppet;
Damer
| Seglare                                           | Gren         | Lopp | Lopp | Lopp | Lopp | Lopp | Lopp | Lopp | Lopp | Lopp | Lopp | Lopp | Summerad poäng | Finalplacering |
| Seglare                                           | Gren         | 1    | 2    | 3    | 4    | 5    | 6    | 7    | 8    | 9    | 10   | M*   | Summerad poäng | Finalplacering |
| ------------------------------------------------- | ------------ | ---- | ---- | ---- | ---- | ---- | ---- | ---- | ---- | ---- | ---- | ---- | -------------- | -------------- |
| Tatiana Bazyuk                                    | RS:X         | 24   | 23   | 24   | 19   | 21   | 20   | 22   | 21   | 25   | 24   | EL   | 198            | 24             |
| Anastasija Tjernova                               | Laser radial | 7    | 28   | 26   | 16   | 18   | 23   | 24   | 26   | 28   | CAN  | EL   | 168            | 27             |
| Natalia Ivanova Diana Krutskich Ekaterina Skudina | Yngling      | 3    | 8    | 12   | 10   | 15   | 1    | 6    | 6    | CAN  | CAN  | 12   | 58             | 6              |

M = Medaljlopp; EL = Eliminerad – gick inte vidare till medaljloppet;
Öppen
| Eduard Skornyakov | Finnjolle | 24 | 20 | 17 | 13 | 8 | 18 | 12 | 14 | CAN | CAN | EL | 102 | 17 |

M = Medaljlopp; EL = Eliminerad – gick inte vidare till medaljloppet;

## Simning
- Huvudartikel: Simning vid olympiska sommarspelen 2008

## Simhopp
Herrar
| Idrottare                       | Gren             | Kval   | Kval      | Semifinal        | Semifinal        | Final            | Final            |
| Idrottare                       | Gren             | Poäng  | Placering | Poäng            | Placering        | Poäng            | Placering        |
| ------------------------------- | ---------------- | ------ | --------- | ---------------- | ---------------- | ---------------- | ---------------- |
| Aleksandr Dobroskok             | 3 m              | 431,15 | 17 Q      | 412,00           | 17               | Gick inte vidare | Gick inte vidare |
| Dmitri Sautin                   | 3 m              | 474,85 | 4 Q       | 476,35           | 8 Q              | 512,65           | 4                |
| Gleb Galperin                   | 10 m             | 499,95 | 3 Q       | 508,95           | 4 Q              | 525,80           | 3                |
| Oleg Vikulov                    | 10 m             | 375,40 | 27        | Gick inte vidare | Gick inte vidare | Gick inte vidare | Gick inte vidare |
| Yuriy Kunakov Dmitri Sautin     | 3 m parhoppning  | i.u.   | i.u.      | i.u.             | i.u.             | 421,98           | 2                |
| Dmitriy Dobroskok Gleb Galperin | 10 m parhoppning | i.u.   | i.u.      | i.u.             | i.u.             | 445,26           | 3                |

Damer
| Idrottare                              | Gren            | Kval   | Kval      | Semifinal        | Semifinal        | Final            | Final            |
| Idrottare                              | Gren            | Poäng  | Placering | Poäng            | Placering        | Poäng            | Placering        |
| -------------------------------------- | --------------- | ------ | --------- | ---------------- | ---------------- | ---------------- | ---------------- |
| Svetlana Filippova                     | 3 m             | 274,20 | 19        | Did not advance  | Did not advance  | Did not advance  | Did not advance  |
| Julija Pachalina                       | 3 m             | 358,15 | 2 Q       | 383,50           | 2 Q              | 398,60           | 2                |
| Natalia Gontjarova                     | 10 m            | 240,45 | 28        | Gick inte vidare | Gick inte vidare | Gick inte vidare | Gick inte vidare |
| Julija Pachalina Anastasia Pozdniakova | 3 m parhoppning | i.u.   | i.u.      | i.u.             | i.u.             | 323,61           | 2                |

## Skytte
- Huvudartikel: Skytte vid olympiska sommarspelen 2008

## Tennis
Herrar
| Spelare                          | Gren       | Omgång 1                 | Omgång 2                               | Åttondelsfinaler                      | Kvartsfinaler                               | Semifinaler       | Final / BM        | Final / BM       |
| Spelare                          | Gren       | Motståndare Poäng        | Motståndare Poäng                      | Motståndare Poäng                     | Motståndare Poäng                           | Motståndare Poäng | Motståndare Poäng | Placering        |
| -------------------------------- | ---------- | ------------------------ | -------------------------------------- | ------------------------------------- | ------------------------------------------- | ----------------- | ----------------- | ---------------- |
| Igor Andrejev                    | Herrsingel | Querrey (USA) W 6–4, 6–4 | Llodra (FRA) W 6–4, 3–6, 6–1           | Nadal (ESP) L 4–6, 2–6                | Gick inte vidare                            | Gick inte vidare  | Gick inte vidare  | Gick inte vidare |
| Nikolaj Davydenko                | Herrsingel | Gulbis (LAT) W 6–4, 6–2  | Mathieu (FRA) L 5–7, 3–6               | Gick inte vidare                      | Gick inte vidare                            | Gick inte vidare  | Gick inte vidare  | Gick inte vidare |
| Dmitrij Tursunov                 | Herrsingel | Federer (SUI) L 4–6, 2–6 | Gick inte vidare                       | Gick inte vidare                      | Gick inte vidare                            | Gick inte vidare  | Gick inte vidare  | Gick inte vidare |
| Michail Jouzjnj                  | Herrsingel | Vaněk (CZE) W 6–4, 6–1   | Johansson (SWE) W 7–5, 6–2             | Đokovic (SRB) L 6–7(3–7), 3–6         | Did not advance                             | Did not advance   | Did not advance   | Did not advance  |
| Igor Andrejev Nikolaj Davydenko  | Herrdubbel | i.u.                     | Blake / Querrey (USA) W 6–3, 6–4       | Darcis / Rochus (BEL) W 7–6(8–6), 6–2 | Clément / Llodra (FRA) L 2–6, 7–6(7–4), 4–6 | Gick inte vidare  | Gick inte vidare  | Gick inte vidare |
| Dmitrij Tursunov Michail Jouzjnj | Herrdubbel | i.u.                     | González / Massú (CHI) W 7–6(7–5), 6–4 | Federer / Wawrinka (SUI) L 4–6, 3–6   | Gick inte vidare                            | Gick inte vidare  | Gick inte vidare  | Gick inte vidare |

Damer
| Spelare                           | Gren      | Omgång 1                         | Omgång 2                                                  | Åttondelsfinaler                | Kvartsfinaler                            | Semifinaler                      | Final / BM                       | Final / BM       |
| Spelare                           | Gren      | Motståndare Poäng                | Motståndare Poäng                                         | Motståndare Poäng               | Motståndare Poäng                        | Motståndare Poäng                | Motståndare Poäng                | Placering        |
| --------------------------------- | --------- | -------------------------------- | --------------------------------------------------------- | ------------------------------- | ---------------------------------------- | -------------------------------- | -------------------------------- | ---------------- |
| Jelena Dementieva                 | Damsingel | K Bondarenko (UKR) W 6–1, 6–4    | Arvidsson (SWE) W 6–3, 6–4                                | Wozniacki (DEN) W 7–6(7–3), 6–2 | S Williams (USA) W 3–6, 6–4, 6–3         | Zvonareva (RUS) W 6–3, 7–6(7–3)  | Safina (RUS) W 3–6, 7–5, 6–3     | 1                |
| Svetlana Kuznetsova               | Damsingel | Li (CHN) L 6–7(5–7), 4–6         | Gick inte vidare                                          | Gick inte vidare                | Gick inte vidare                         | Gick inte vidare                 | Gick inte vidare                 | Gick inte vidare |
| Dinara Safina                     | Damsingel | Santangelo (ITA) W 6–3, 7–6(7–1) | Martínez Sánchez (ESP) W 7–6(7–3), 6–1                    | Zheng J (CHN) W 6–4, 6–3        | Janković (SRB) W 6–2, 5–7, 6–3           | Li (CHN) W 7–6(7–3), 7–5         | Dementieva (RUS) L 6–3, 5–7, 3–6 | 2                |
| Vera Zvonarjova                   | Damsingel | Yan Z (CHN) W 6–0, 6–2           | Pe'er (ISR) W 6–3, 7–6(7–4)                               | Schiavone (ITA) W 7–6(7–4), 6–4 | Bammer (AUT) W 6–3, 3–6, 6–3             | Dementieva (RUS) L 3–6, 6–7(7–3) | Li (CHN) W 6–0, 7–5              | 3                |
| Svetlana Kuznetsova Dinara Safina | Damdubbel | i.u.                             | Santangelo / Vinci (ITA) W 6–1, 3–6, 7–5                  | Mirza / Rao (IND) W 6–4, 6–4    | Yan Z / Zheng J (CHN) L 3–6, 7–5, 8–10   | Gick inte vidare                 | Gick inte vidare                 | Gick inte vidare |
| Jelena Vesnina Vera Zvonarjova    | Damdubbel | i.u.                             | Llagostera Vives / Martínez Sánchez (ESP) W 2–6, 6–1, 6–3 | Dulko / Jozami (ARG) W 6–2, 6–3 | S Williams / V Williams (USA) L 4–6, 0–6 | Gick inte vidare                 | Gick inte vidare                 | Gick inte vidare |

## Triathlon
| Triathlet             | Gren                | Simning (1.5 km) | Trans 1 | Cykling (40 km) | Trans 2         | Löpning (10 km) | Total tid       | Placering       |
| --------------------- | ------------------- | ---------------- | ------- | --------------- | --------------- | --------------- | --------------- | --------------- |
| Alexander Bryuchankov | Herrarnas triathlon | 18:10            | 0:30    | 59:08           | 0:33            | 33:01           | 1:51:22,59      | 24              |
| Dmitrij Poljanski     | Herrarnas triathlon | 18:15            | 0:27    | 59:07           | 0:29            | 32:53           | 1:51:11,61      | 22              |
| Igor Sjsojev          | Herrarnas triathlon | 18:02            | 0:32    | 59:15           | 0:29            | 31:41           | 1:49:59,38      | 9               |
| Irina Abjsova         | Damernas triathlon  | 20:26            | 0:30    | Fullföljde inte | Fullföljde inte | Fullföljde inte | Fullföljde inte | Fullföljde inte |
| Olga Zausajlova       | Damernas triathlon  | 20:58            | 0:30    | 1:26:52         | 0:31            | 39:01           | 2:06:24,26      | 36              |

## Tyngdlyftning
- Huvudartikel: Tyngdlyftning vid olympiska sommarspelen 2008

## Vattenpolo
- Huvudartikel: Vattenpolo vid olympiska sommarspelen 2008

## Volleyboll
- Huvudartikel: Volleyboll vid olympiska sommarspelen 2008